# Skagway
Skagway es un lugar designado por el censo ubicado en el borough de Skagway en el estado estadounidense de Alaska. En el Censo de 2010 tenía una población de 920 habitantes y una densidad poblacional de 37,39 personas por km².
Según el censo de 2020, la población era de 1.240 frente a 968 en 2010.  La población se duplica en la temporada turística de verano para hacer frente a la gran cantidad de turistas de verano cada año.  Incorporada como municipio el 25 de junio de 2007, anteriormente era una ciudad (Skagway urbano ubicada en 59°27′30"N 135°18′50"O) en el área censal de Skagway-Yakutat-Angoon (ahora el área censal de Hoonah-Angoon, Alaska).  La comunidad más poblada es el lugar designado por el censo de Skagway.

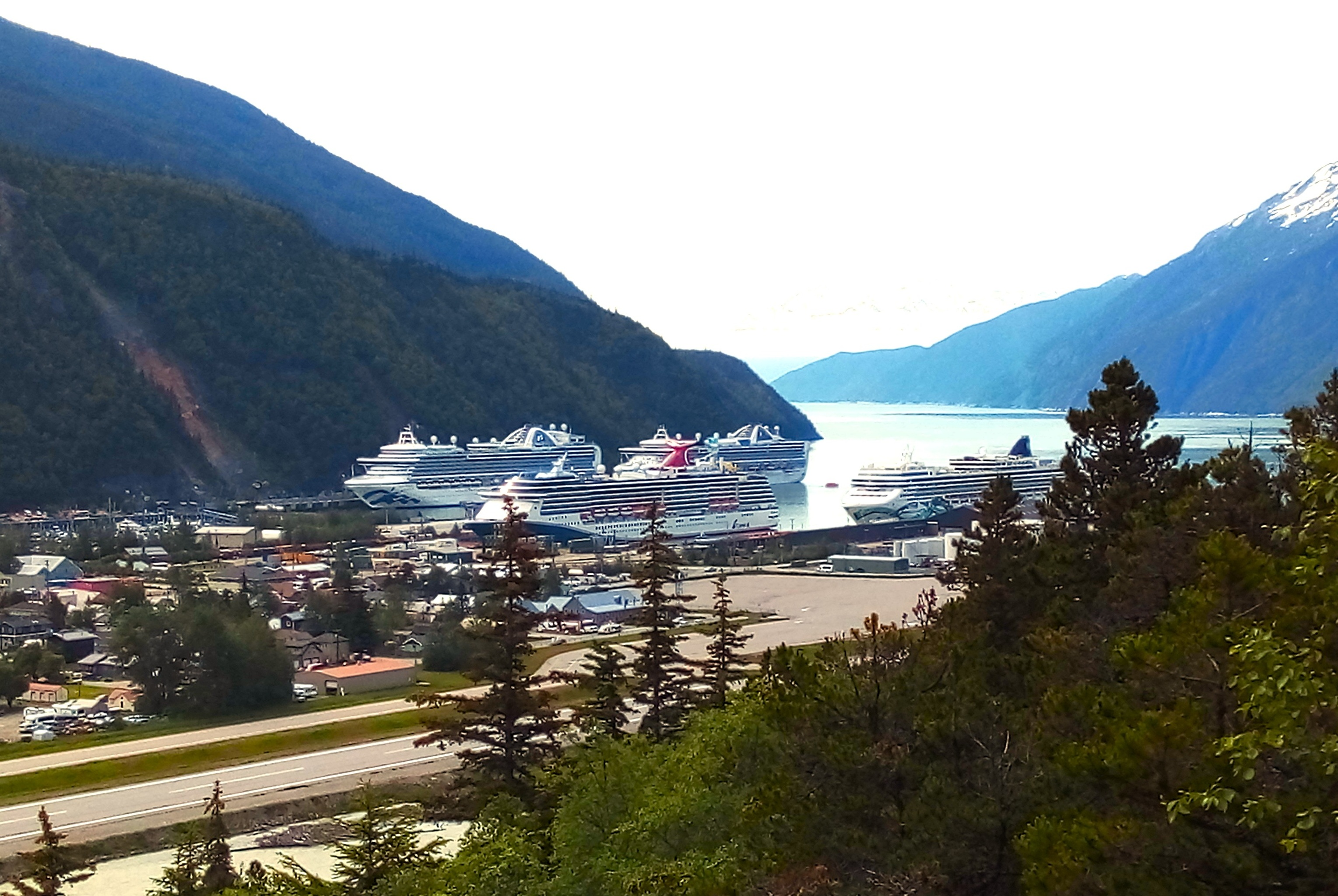
Vista del puerto de Skagway y la ensenada de Taiya.

Skagway, en la ensenada de Taiya, fue un importante puerto de agua salada durante la fiebre del oro de Klondike. El ferrocarril de vía estrecha White Pass and Yukon Route, parte del pasado minero de la zona, ahora en funcionamiento exclusivamente para el comercio turístico y funcionando durante los meses de verano, tiene su punto de partida en el puerto de Skagway. Skagway es una parada popular para los cruceros, y el comercio turístico es una gran parte del negocio de Skagway.
Skagway también es el escenario de parte del libro de Jack London The Call of the Wild, el libro de Will Hobbs Jason's Gold y la novela de Joe Haldeman, Guardian. La película de John Wayne North to Alaska (1960) se filmó cerca.
El nombre Skagway (históricamente también escrito Skaguay) es la divergencia inglesa de sha-ka-ɍéi, un modismo tinglit que en sentido figurado se refiere a los mares agitados en la ensenada de Taiya, que son causados por fuertes vientos del norte.  (Ver, "Etimología y la mítica mujer de piedra", más abajo).

## Historia

### Etimología y la mítica mujer de piedra
Skagway es la adaptación al inglés de sha-ka-ɍéi un modismo tlingit que se refiere figurativamente a los mares agitados en la ensenada de Taiya, que son causados por fuertes vientos del norte.  Literalmente, sha-ka-ɍéi es un sustantivo verbal que significa mujer bonita.  El sustantivo verbal se derivó del tema verbal finito tlingit -sha-ka-li-ɍéi, que significa, en el caso de una mujer, ser bonita. 
La historia detrás del nombre es que Sha-ka-ɍéi o Skagway ["Pretty Woman"] era el apodo de Kanagoo, una mujer mítica que se transformó en piedra en la bahía de Skagway y que (según la historia) ahora causa los fuertes vientos canalizados que soplan hacia Haines, Alaska.  Por lo tanto, se ha hecho referencia a los mares agitados causados por estos vientos en sentido figurado utilizando el apodo de Kanagoo, Sha-ka-ɍéi o Skagway. 
La formación de piedra de Kanagoo ahora se conoce como Face Mountain, que se ve desde la bahía de Skagway. El nombre tlingit de Face Mountain es Kanagoo Yahaayí [Imagen/Alma de Kanagoo]. 

### Inicios de Skagway y la Fiebre del Oro

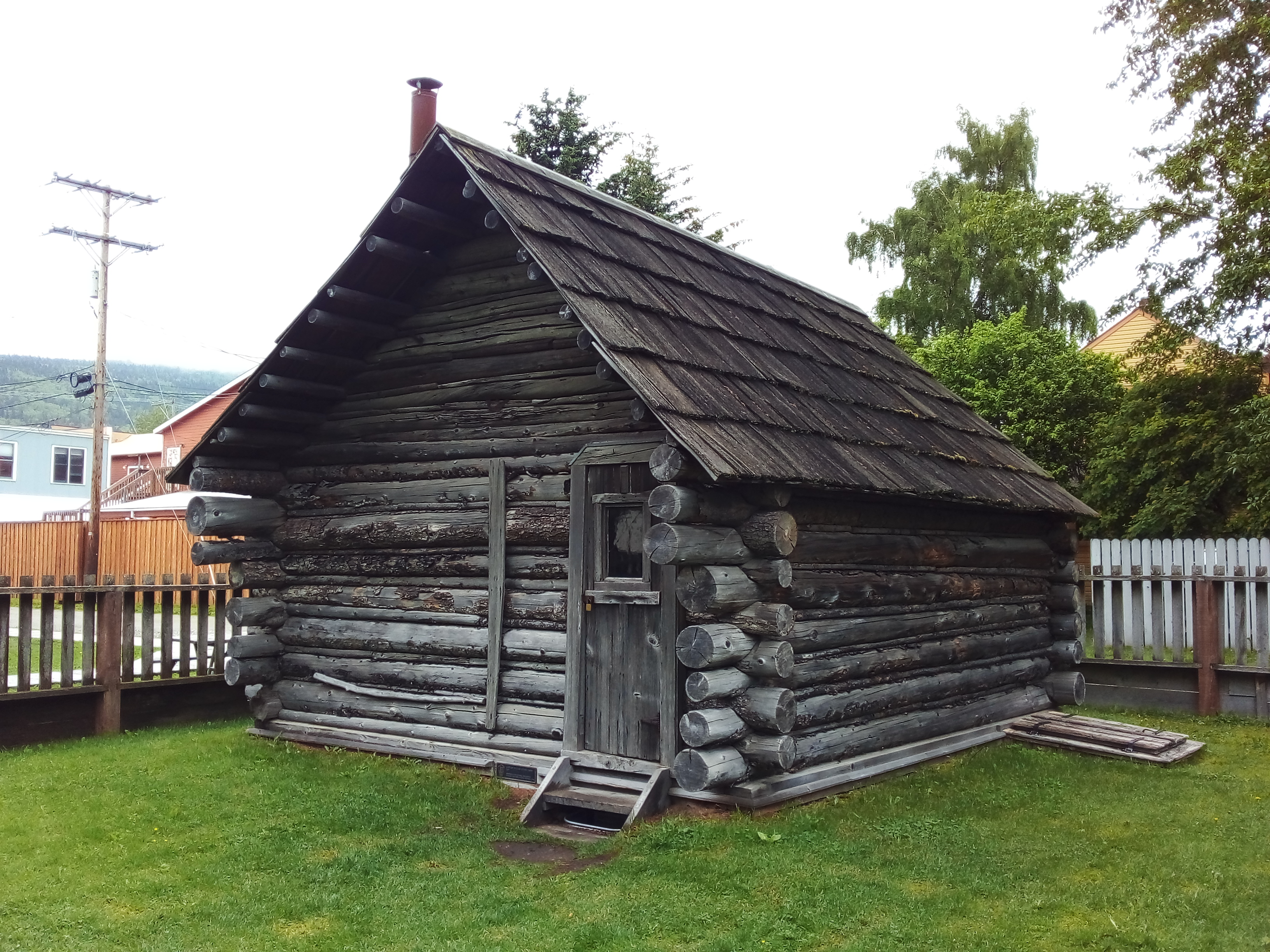
Moore Cabin (1887), casa del capitán pionero William "Billy" Moore, uno de los primeros residentes de Skagway.

Un residente prominente de los primeros años de Skagway fue William "Billy" Moore, un excapitán de barco de vapor. Como miembro de una expedición de reconocimiento de límites de 1887, había realizado la primera investigación registrada del paso sobre las montañas de la costa, que más tarde se conoció como White Pass. Creía que el oro se encontraba en el Klondike porque se había encontrado en cadenas montañosas similares en América del Sur, México, California y Columbia Británica. En 1887, él y su hijo, J. Bernard "Ben" Moore, reclamaron una granja de 160 acres (650,000 m2) en la desembocadura del río Skagway en Alaska. Moore se estableció en esta área porque creía que proporcionaba la ruta más directa a los posibles yacimientos de oro. Construyeron una cabaña de troncos, un aserradero y un muelle en previsión del paso de futuros buscadores de oro.

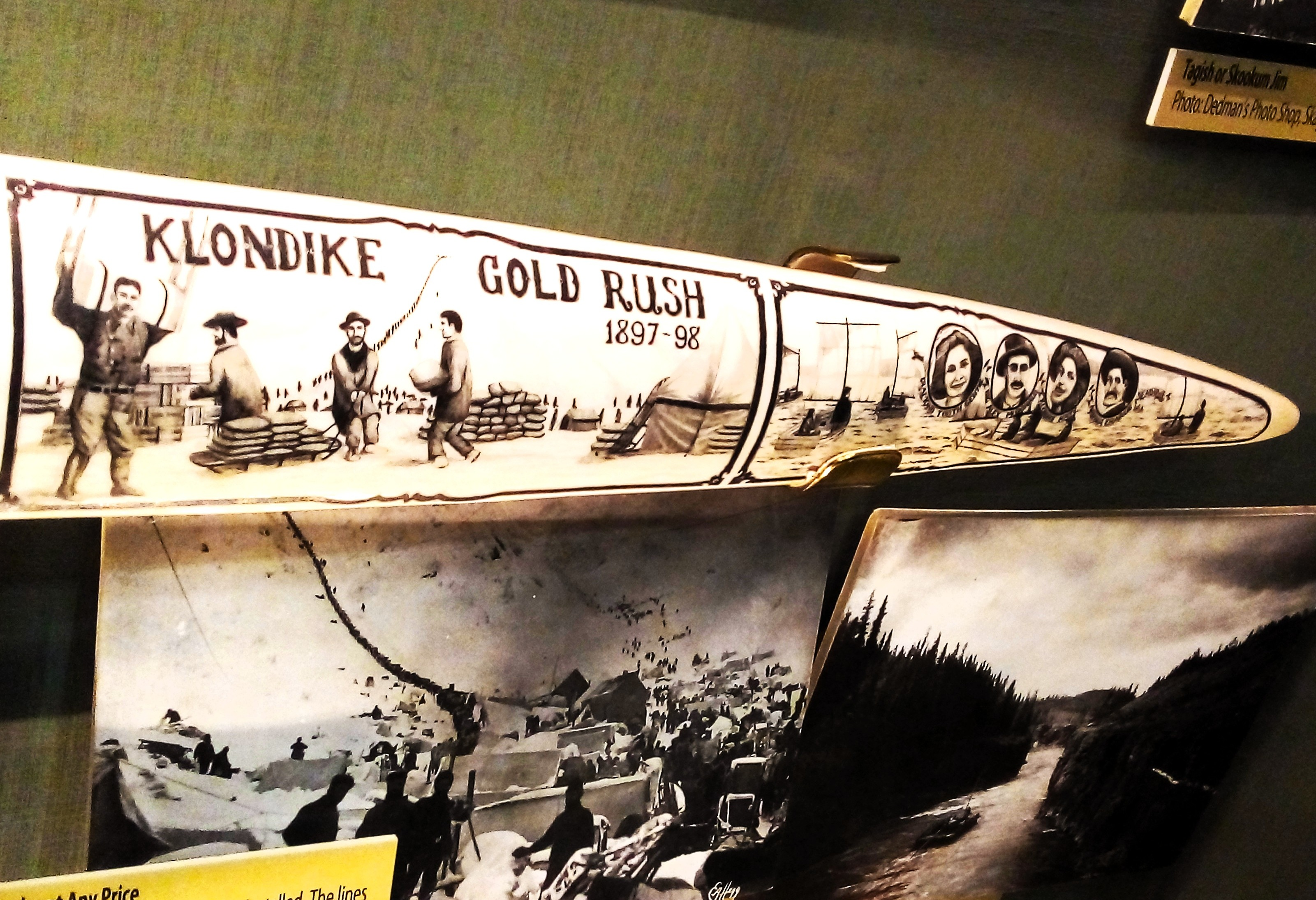
Pieza de marfil con motivos relativos a la Fiebre del Oro del Klondike, expuesta en el Corrington Ivory Museum (Skagway).

La frontera entre Canadá y los Estados Unidos a lo largo del Panhandle de Alaska solo estaba vagamente definida entonces (ver disputa fronteriza de Alaska). Hubo reclamos de tierras superpuestos por la compra de Alaska por parte de Estados Unidos a Rusia en 1867 y reclamos británicos a lo largo de la costa. Canadá solicitó un estudio después de que Columbia Británica se uniera a él en 1871, pero la idea fue rechazada por los Estados Unidos por ser demasiado costosa, dada la lejanía del área, el escaso asentamiento y el limitado interés económico o estratégico. 
La fiebre del oro de Klondike lo cambió todo. En 1896, se encontró oro en la región de Klondike del territorio canadiense de Yukón. El 29 de julio de 1897, el vapor Queen atracó en Moore's Wharf con el primer barco cargado de buscadores. Más barcos trajeron miles de mineros esperanzados a la nueva ciudad y se prepararon para el viaje de 500 millas a los campos de oro en Canadá. Moore fue invadido por buscadores de lotes y le robaron su tierra y la vendieron a otros.

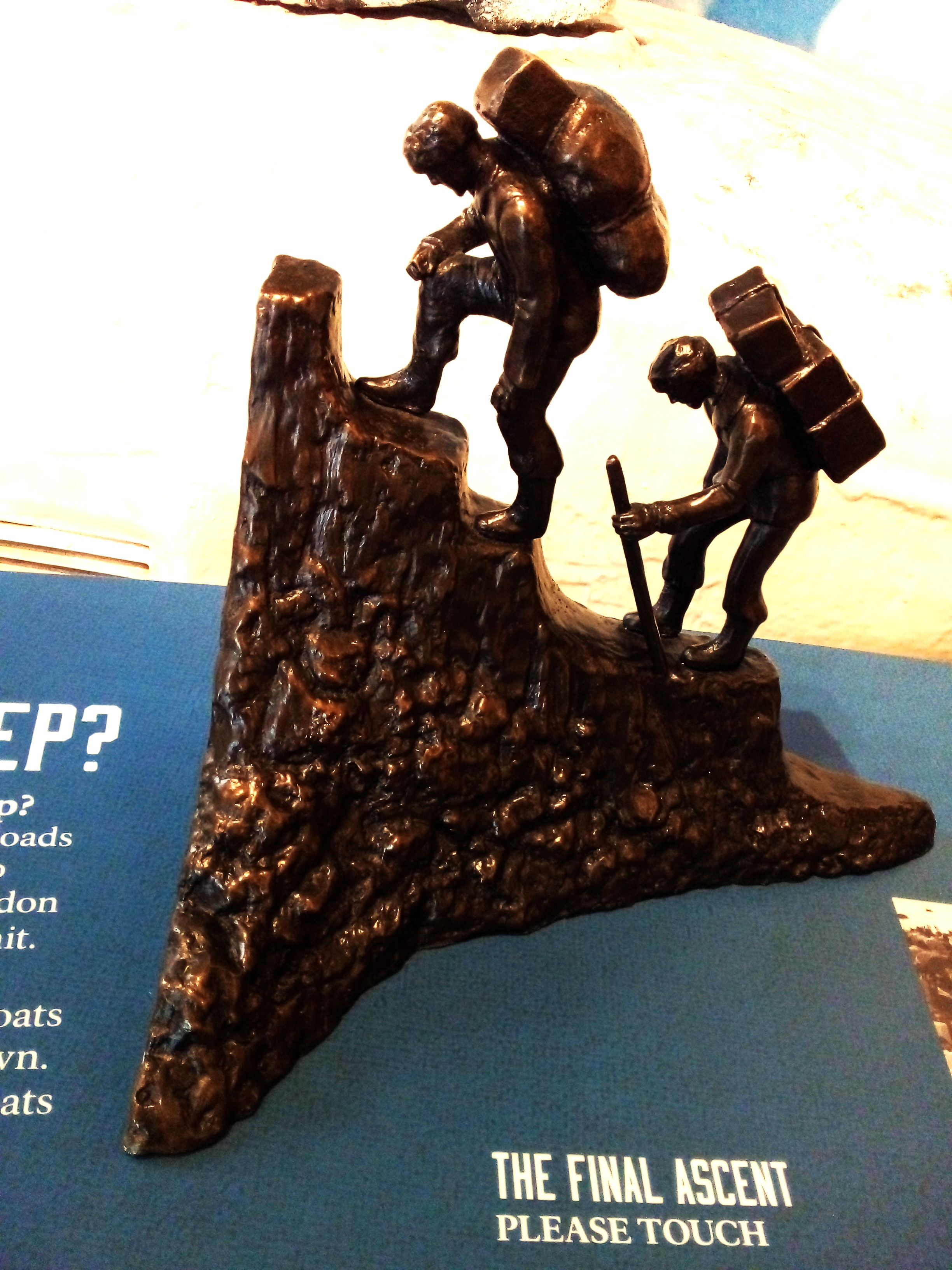
Estatuilla representando a los buscadores de oro, expuesta en el Centro de Visitantes de la Fiebre del Oro del Klondike.

La población del área general aumentó enormemente y llegó a 30.000, compuesta en gran parte por buscadores estadounidenses. Algunos se dieron cuenta de lo difícil que sería el viaje que les esperaba en el camino hacia los campos de oro y optaron por quedarse para suministrar bienes y servicios a los mineros. En cuestión de semanas, tiendas, salones y oficinas se alineaban en las calles fangosas de Skagway. La población se estimó en 8,000 residentes durante la primavera de 1898 con aproximadamente 1,000 posibles mineros que pasaban por la ciudad cada semana. En junio de 1898, con una población de entre 8.000 y 10.000 habitantes, Skagway era la ciudad más grande de Alaska. 
Debido a la repentina afluencia de visitantes a Skagway, algunos residentes de la ciudad comenzaron a ofrecer a los mineros servicios de transporte para ayudarlos en sus viajes al Yukón, a menudo a tarifas muy infladas. Un grupo de mineros molestos con el trato organizó un ayuntamiento para ayudar a proteger sus intereses. Pero a medida que los miembros del consejo se mudaron al norte para probar suerte en la minería, el control de la ciudad volvió a los más inescrupulosos, sobre todo Jefferson Randolph "Soapy" Smith.
Entre 1897 y 1898, Skagway era una ciudad sin ley, descrita por un miembro de la Policía Montada del Noroeste como "poco mejor que un infierno en la tierra". Las peleas, las prostitutas y el licor estaban siempre presentes en las calles de Skagway, y el estafador "Soapy" Smith, que había alcanzado un poder considerable, hizo poco para detenerlo. Smith era un estafador sofisticado al que le gustaba pensar en sí mismo como un benefactor amable y generoso para los necesitados. Era amable con algunos, daba dinero a las viudas y detenía los linchamientos, mientras que al mismo tiempo operaba una red de ladrones que estafaban a los buscadores con cartas, dados y el juego de conchas. Su oficina de telégrafos cobraba cinco dólares por enviar un mensaje a cualquier parte del mundo. En consecuencia, los buscadores desconocidos enviaron noticias a sus familias en casa sin darse cuenta de que no había servicio de telégrafo hacia o desde Skagway hasta 1901. 

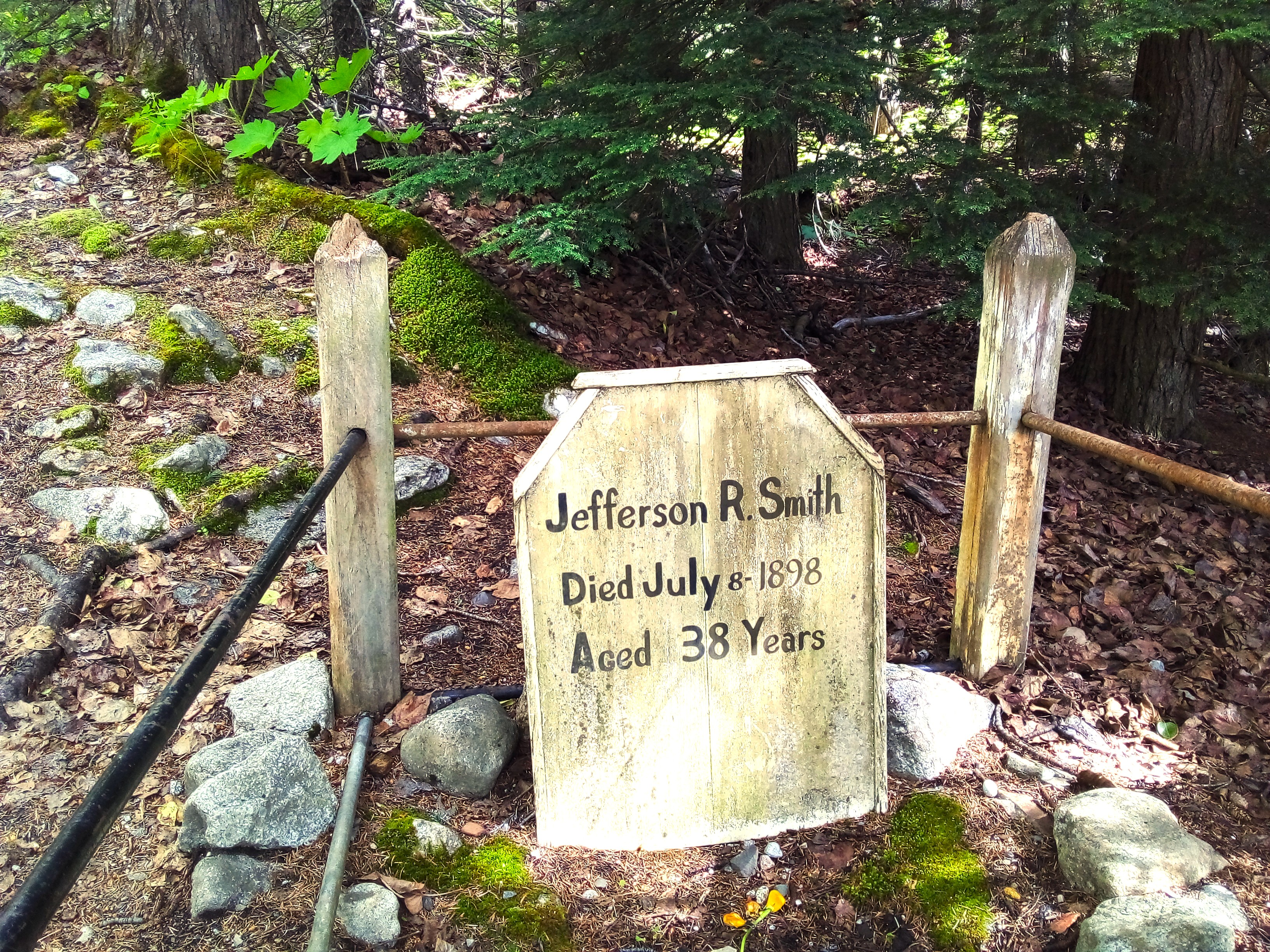
Tumba del inescrupuloso estafador Jefferson Randolph "Soapy" Smith, en el Cementerio de la Fiebre del Oro del Klondike.

Smith también controlaba una amplia red de espionaje, una milicia privada llamada Compañía Militar de Skagway, el periódico de la ciudad, la oficina del alguacil adjunto de los Estados Unidos y una serie de ladrones y estafadores que deambulaban por la ciudad. Smith finalmente fue asesinado a tiros por Frank Reid y Jesse Murphy el 8 de julio de 1898, en el famoso tiroteo en Juneau Wharf. Smith logró devolver el fuego, algunos relatos afirman que los dos hombres dispararon sus armas simultáneamente, y Frank Reid murió a causa de sus heridas doce días después. Algunos creen que Jesse Murphy es responsable de matar a Smith, pero la investigación oficial del forense dictaminó "que dicho Smith [murió] a causa de una herida de pistola que perforó el corazón. Dicha herida fue el resultado de un disparo de pistola disparado por un tal Frank H. Reid".  
Smith y Reid ahora están enterrados en el Klondike Gold Rush Cemetery ("cementerio de la fiebre del oro de Klondike", también conocido como "Skagway's Boot Hill"). 

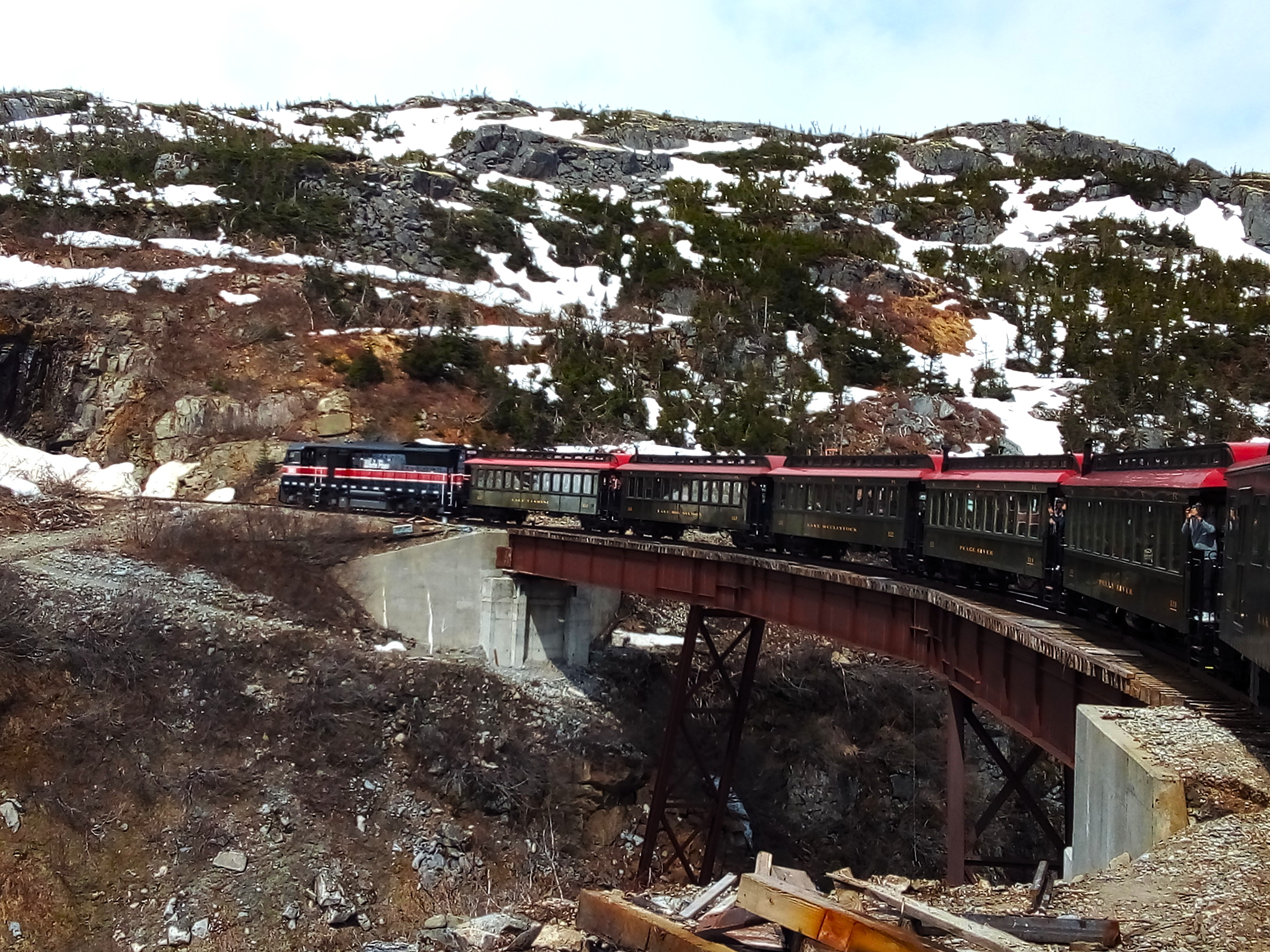
Puente de acero del ferrocarril White Pass & Yukon Route, en su periplo hacia el Paso Blanco.

El viaje de los buscadores comenzó para muchos cuando escalaron las montañas sobre el Paso Blanco sobre Skagway y cruzaron la frontera entre Canadá y Estados Unidos hasta el lago Bennett, o uno de sus lagos vecinos, donde construyeron barcazas y flotaron por el río Yukón hasta los campos de oro alrededor de Dawson City. Otros desembarcaron en la cercana Dyea, al noroeste de Skagway, y cruzaron hacia el norte por el paso de Chilkoot, una ruta comercial tlingit existente para llegar a los lagos. La ruta de Dyea cayó en desgracia cuando comenzaron a llegar barcos más grandes, ya que su puerto era demasiado poco profundo para ellos, excepto durante la marea alta. Los funcionarios de Canadá comenzaron a exigir que cada buscador que ingresara a Canadá por el lado norte del Paso Blanco trajera consigo una tonelada (909 kg) de suministros, para asegurarse de que no muriera de hambre durante el invierno. Esto supuso una gran carga para los buscadores y los animales de carga que subían el empinado paso.

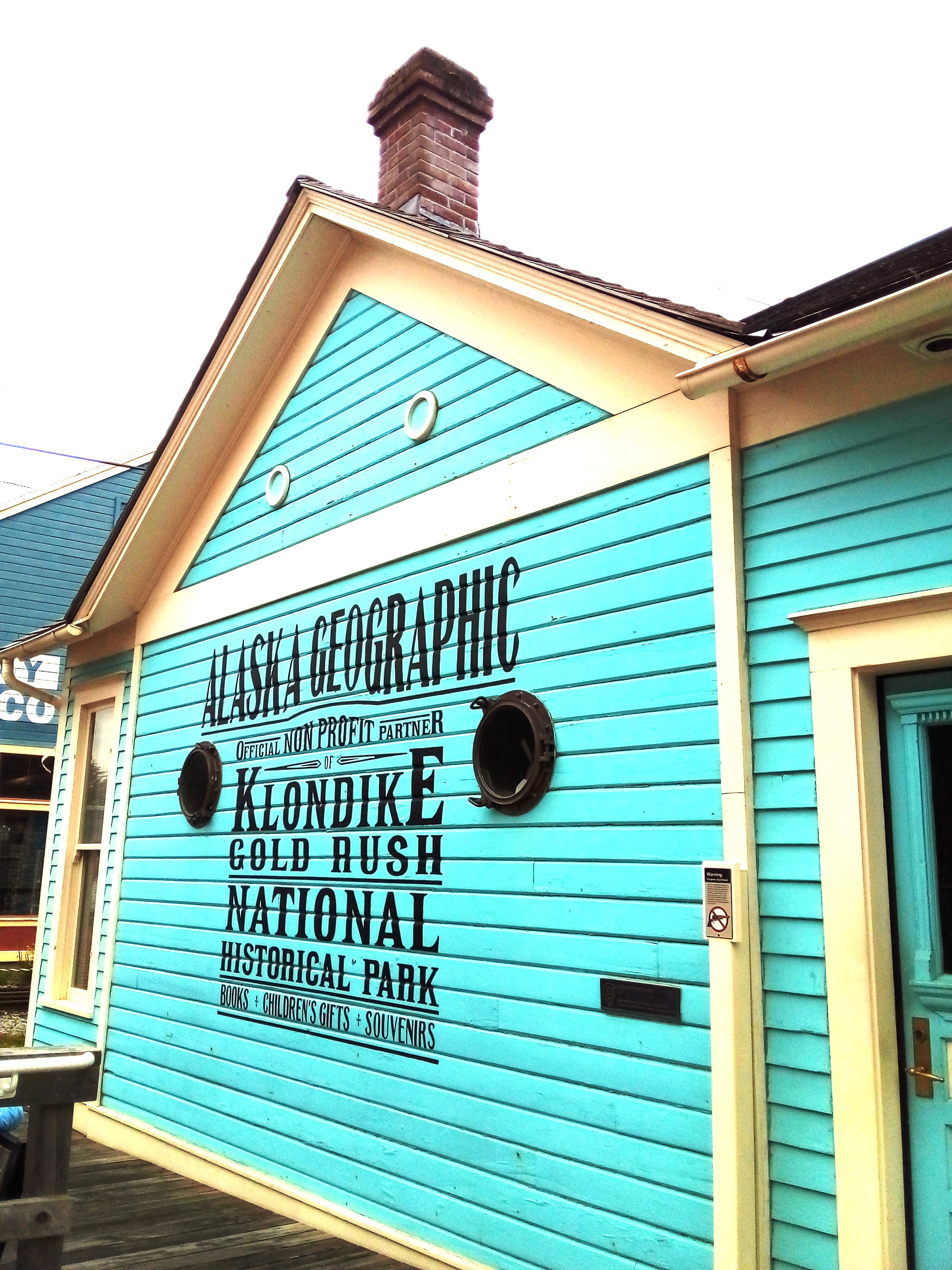
Residencia del historiador Martin Itjen (1901), hoy devenida en tienda de souvenirs.

En 1898, se construyó un tranvía aéreo operado por vapor de 14 millas en el lado de Skagway del Paso Blanco, aliviando la carga de aquellos buscadores que podían pagar la tarifa para usarlo. Los tranvías de Chilkoot Trail también comenzaron a operar en el paso de Chilkoot sobre Dyea. En 1896, antes de que comenzara la fiebre del oro de Klondike, un grupo de inversores vio la oportunidad de un ferrocarril por esa ruta. No fue hasta mayo de 1898 que White Pass y Yukon Route comenzaron a colocar vías de ferrocarril de vía estrecha en Skagway. El depósito del ferrocarril se construyó entre septiembre y diciembre de 1898. Esto destruyó la viabilidad de Dyea, ya que Skagway tenía tanto el puerto de aguas profundas como el ferrocarril. La construcción de McCabe College, la primera escuela en Alaska en ofrecer un plan de estudios de escuela secundaria preparatoria para la universidad, comenzó en 1899. La escuela se completó en 1900.
En 1899, el flujo de buscadores de oro había disminuido y la economía de Skagway comenzó a colapsar. En 1900, cuando se completó el ferrocarril, la fiebre del oro casi había terminado. En 1900, Skagway se incorporó como la primera ciudad del Territorio de Alaska. Gran parte de la historia de Skagway fue salvada por los primeros residentes, como Martin Itjen, quien dirigió un autobús turístico por la ciudad histórica. Fue responsable de salvar y mantener el cementerio de la fiebre del oro de la pérdida total. Compró el salón de Soapy Smith (Jeff Smith's Parlor) siguiendo el camino de la bola de demolición, y colocó muchos artefactos tempranos de la historia temprana de la ciudad en el interior y abrió el primer museo de Skagway. 
En julio de 1923, el presidente Warren G. Harding visitó Skagway durante su histórica gira por Alaska. Harding fue el primer presidente de los Estados Unidos en viajar y recorrer Alaska mientras estaba en el cargo. El oleoducto Canol se extendió hasta Skagway en la década de 1940, donde el petróleo se envió por mar y se bombeó hacia el norte. 

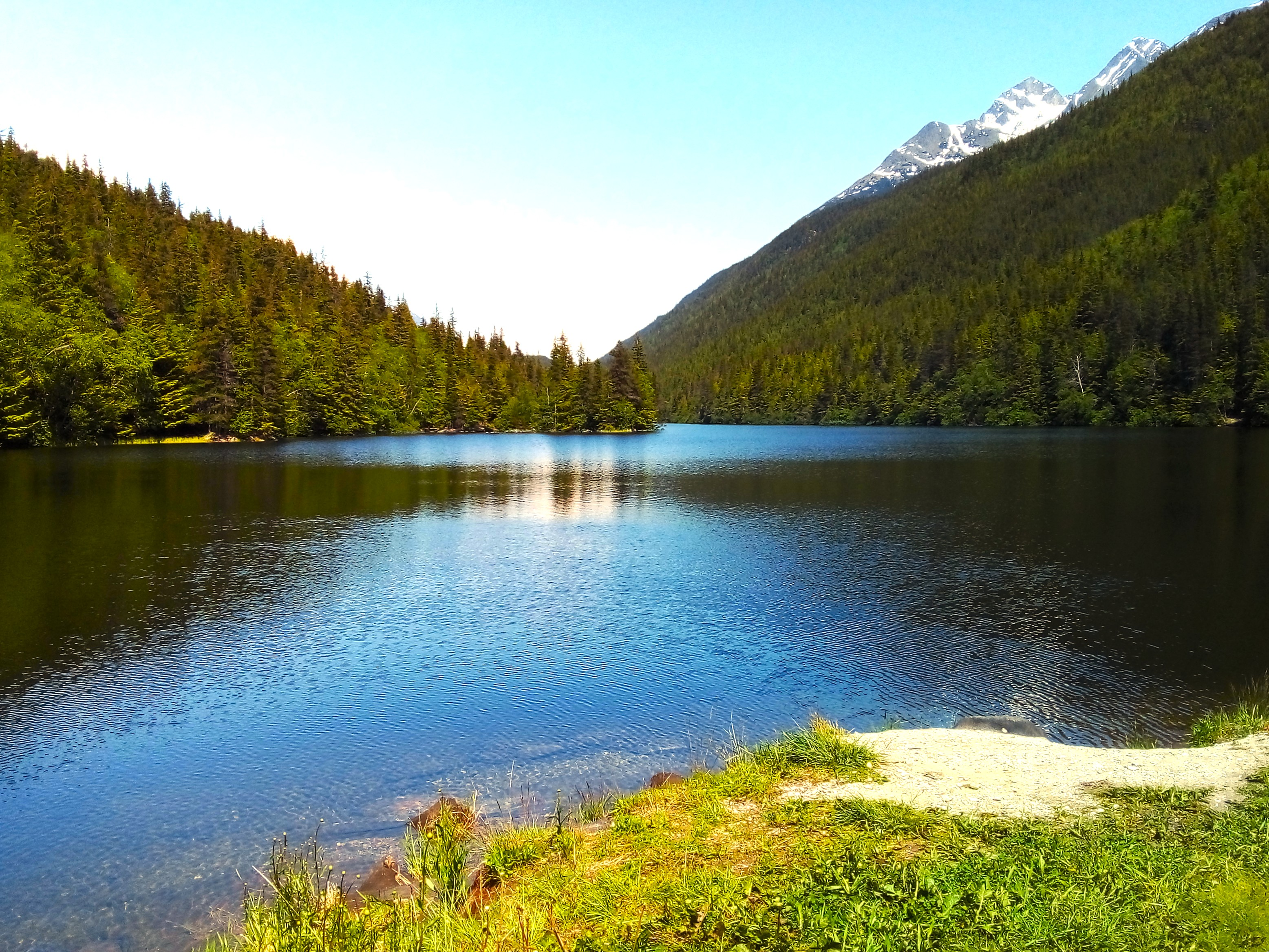
Lower Dewey Lake, uno de los lagos a los que se accede mediante senderos desde Skagway.

## Geografía
Skagway se encuentra en un estrecho valle glaciar en la cabecera de la ensenada de Taiya, el extremo norte del canal de Lynn, que es el fiordo más septentrional del Pasaje Interior en la costa sur de Alaska.  Está en el noroeste de Alaska, a 90 millas al noroeste de Juneau, la capital de Alaska.
Skagway se encuentra en las coordenadas 59°27′52″N 135°16′31″O / 59.46444, -135.27528. Según la Oficina del Censo de los Estados Unidos, Skagway tiene una superficie total de 24.6 km², de la cual 24.48 km² corresponden a tierra firme y (0.51%) 0.12 km² es agua. Actualmente es el municipio más pequeño de Alaska, ya que le quitó el título al municipio de la bahía de Bristol en su creación.

### Distritos adyacentes
- Haines Borough, Alaska – sur, oeste
- Región de Stikine, Columbia Británica – norte, este

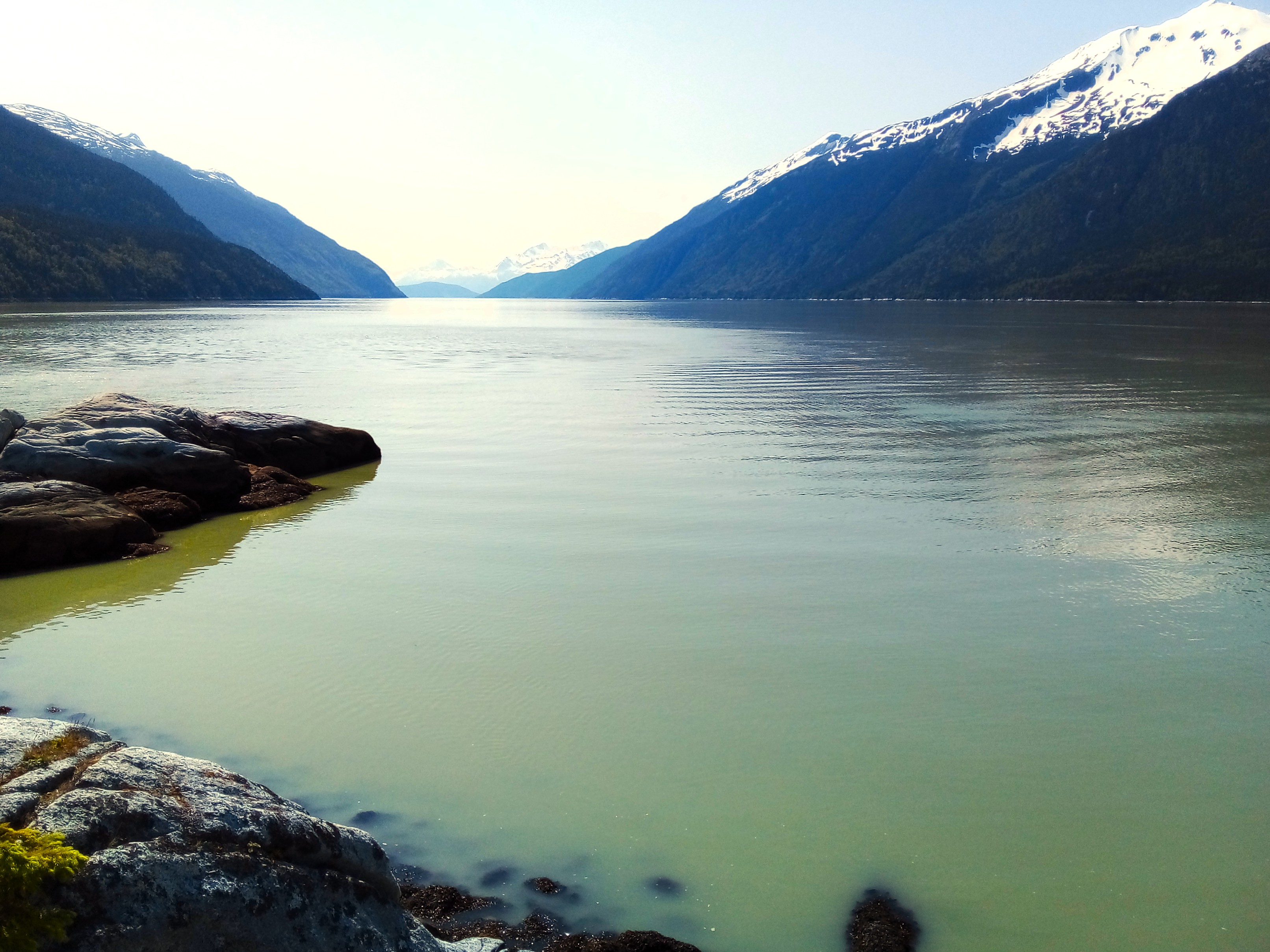
Vista de la ensenada de Taiya desde Punta Yakutania, final del sendero homónimo en las afueras de Skagway, parte del extenso Bosque Nacional Tongass.

### Áreas protegidas nacionales
- Parque Histórico Nacional de la Fiebre del Oro de Klondike (parte, también en Seattle, Washington)
- Bosque Nacional Tongass (parte)

### Clima
Skagway tiene un clima continental húmedo (Köppen Dsb). Está a la sombra de la lluvia de las montañas costeras, y aunque no es tan pronunciada como la sombra de la lluvia en el centro-sur de Alaska en el valle del río Susitna, esto todavía le permite recibir solo la mitad de la precipitación que Juneau y solo una sexta parte de la de Yakutat. Aunque los inviernos son demasiado fríos para la clasificación, los patrones de precipitación se asemejan a un clima mediterráneo debido al mínimo de precipitación de verano. La temperatura más alta registrada en Skagway es de 92 °F o 33,3 °C en tres años separados, la más reciente en 2019, y la más baja es de -24 °F o -31,1 °C el 2 de febrero de 1947.
Los vientos del norte prevalecen en Skagway de noviembre a marzo. Los vientos del sur prevalecen de abril a octubre. 
| Datos climáticos para Skagway, Alaska, normales de 1991 a 2020, extremos de 1898 al presente | Datos climáticos para Skagway, Alaska, normales de 1991 a 2020, extremos de 1898 al presente | Datos climáticos para Skagway, Alaska, normales de 1991 a 2020, extremos de 1898 al presente | Datos climáticos para Skagway, Alaska, normales de 1991 a 2020, extremos de 1898 al presente | Datos climáticos para Skagway, Alaska, normales de 1991 a 2020, extremos de 1898 al presente | Datos climáticos para Skagway, Alaska, normales de 1991 a 2020, extremos de 1898 al presente | Datos climáticos para Skagway, Alaska, normales de 1991 a 2020, extremos de 1898 al presente | Datos climáticos para Skagway, Alaska, normales de 1991 a 2020, extremos de 1898 al presente | Datos climáticos para Skagway, Alaska, normales de 1991 a 2020, extremos de 1898 al presente | Datos climáticos para Skagway, Alaska, normales de 1991 a 2020, extremos de 1898 al presente | Datos climáticos para Skagway, Alaska, normales de 1991 a 2020, extremos de 1898 al presente | Datos climáticos para Skagway, Alaska, normales de 1991 a 2020, extremos de 1898 al presente | Datos climáticos para Skagway, Alaska, normales de 1991 a 2020, extremos de 1898 al presente | Datos climáticos para Skagway, Alaska, normales de 1991 a 2020, extremos de 1898 al presente |
| Mes                                                                                          | Ene                                                                                          | Feb                                                                                          | Estropear                                                                                    | Apr                                                                                          | Mayo                                                                                         | Jun                                                                                          | Jul                                                                                          | Ago                                                                                          | Sep                                                                                          | Oct                                                                                          | Nov                                                                                          | Dic                                                                                          | Año                                                                                          |
| -------------------------------------------------------------------------------------------- | -------------------------------------------------------------------------------------------- | -------------------------------------------------------------------------------------------- | -------------------------------------------------------------------------------------------- | -------------------------------------------------------------------------------------------- | -------------------------------------------------------------------------------------------- | -------------------------------------------------------------------------------------------- | -------------------------------------------------------------------------------------------- | -------------------------------------------------------------------------------------------- | -------------------------------------------------------------------------------------------- | -------------------------------------------------------------------------------------------- | -------------------------------------------------------------------------------------------- | -------------------------------------------------------------------------------------------- | -------------------------------------------------------------------------------------------- |
| Récord de °F (°C)                                                                            | 55 (13)                                                                                      | 55 (13)                                                                                      | 63 (17)                                                                                      | 76 (24)                                                                                      | 82 (28)                                                                                      | 90 (32)                                                                                      | 92 (33)                                                                                      | 92 (33)                                                                                      | 83 (28)                                                                                      | 68 (20)                                                                                      | 56 (13)                                                                                      | 57 (14)                                                                                      | 92 (33)                                                                                      |
| Máxima media °F (°C)                                                                         | 45,8 (7,7)                                                                                   | 46.1 (7.8)                                                                                   | 50,5 (10,3)                                                                                  | 62,5 (16,9)                                                                                  | 73,4 (23,0)                                                                                  | 79,0 (26,1)                                                                                  | 77,8 (25,4)                                                                                  | 77,0 (25,0)                                                                                  | 67,1 (19,5)                                                                                  | 56,6 (13,7)                                                                                  | 47.3 (8.5)                                                                                   | 45.3 (7.4)                                                                                   | 82,3 (27,9)                                                                                  |
| Máximo diario medio °F (°C)                                                                  | 29.2 (−1.6)                                                                                  | 32,8 (0,4)                                                                                   | 38.3 (3.5)                                                                                   | 50.4 (10.2)                                                                                  | 60,6 (15,9)                                                                                  | 66,3 (19,1)                                                                                  | 67,1 (19,5)                                                                                  | 65,0 (18,3)                                                                                  | 56,9 (13,8)                                                                                  | 47.3 (8.5)                                                                                   | 36.5 (2.5)                                                                                   | 31.5 (−0.3)                                                                                  | 48,5 (9,2)                                                                                   |
| Media diaria °F (°C)                                                                         | 24,7 (−4,1)                                                                                  | 27,5 (−2,5)                                                                                  | 31,6 (−0,2)                                                                                  | 41.2 (5.1)                                                                                   | 50.4 (10.2)                                                                                  | 57.1 (13.9)                                                                                  | 59.1 (15.1)                                                                                  | 57.4 (14.1)                                                                                  | 50.4 (10.2)                                                                                  | 41.8 (5.4)                                                                                   | 31,8 (−0,1)                                                                                  | 27,5 (−2,5)                                                                                  | 41.7 (5.4)                                                                                   |
| Mínimo diario medio °F (°C)                                                                  | 20.2 (−6.6)                                                                                  | 22.2 (−5.4)                                                                                  | 24,9 (−3,9)                                                                                  | 32.0 (0.0)                                                                                   | 40.1 (4.5)                                                                                   | 47,7 (8,7)                                                                                   | 51.1 (10.6)                                                                                  | 49,7 (9,8)                                                                                   | 44,0 (6,7)                                                                                   | 36.2 (2.3)                                                                                   | 27.1 (−2.7)                                                                                  | 23,5 (−4,7)                                                                                  | 34.9 (1.6)                                                                                   |
| Mínimo medio °F (°C)                                                                         | 4.0 (−15.6)                                                                                  | 9.3 (−12.6)                                                                                  | 14.0 (−10.0)                                                                                 | 25.6 (−3.6)                                                                                  | 33.8 (1.0)                                                                                   | 41.4 (5.2)                                                                                   | 46.2 (7.9)                                                                                   | 43.9 (6.6)                                                                                   | 35.1 (1.7)                                                                                   | 27,7 (−2,4)                                                                                  | 16.3 (−8.7)                                                                                  | 9.3 (−12.6)                                                                                  | −0,3 (−17,9)                                                                                 |
| Récord bajo °F (°C)                                                                          | −21 (−29)                                                                                    | −24 (−31)                                                                                    | −10 (−23)                                                                                    | 7 (−14)                                                                                      | 22 (−6)                                                                                      | 25 (−4)                                                                                      | 35 (2)                                                                                       | 24 (−4)                                                                                      | 20 (−7)                                                                                      | 8 (−13)                                                                                      | −6 (−21)                                                                                     | −22 (−30)                                                                                    | −24 (−31)                                                                                    |
| Precipitación media en pulgadas (mm)                                                         | 2.65 (67)                                                                                    | 1.98 (50)                                                                                    | 1.98 (50)                                                                                    | 1.67 (42)                                                                                    | 1.14 (29)                                                                                    | 1.42 (36)                                                                                    | 1.62 (41)                                                                                    | 2.65 (67)                                                                                    | 4.51 (115)                                                                                   | 4.42 (112)                                                                                   | 3.42 (87)                                                                                    | 4.02 (102)                                                                                   | 31.48 (798)                                                                                  |
| Promedio de nevadas pulgadas (cm)                                                            | 9.2 (23)                                                                                     | 8.1 (21)                                                                                     | 8.6 (22)                                                                                     | 1.5 (3.8)                                                                                    | 0.0 (0.0)                                                                                    | 0.0 (0.0)                                                                                    | 0.0 (0.0)                                                                                    | 0.0 (0.0)                                                                                    | 0.0 (0.0)                                                                                    | 1.1 (2.8)                                                                                    | 5.9 (15)                                                                                     | 10.5 (27)                                                                                    | 44,9 (114,6)                                                                                 |
| Promedio de días de precipitación (≥ 0.01 in)                                                | 13.8                                                                                         | 10.5                                                                                         | 9.5                                                                                          | 11.5                                                                                         | 9.0                                                                                          | 11.2                                                                                         | 12.2                                                                                         | 14.9                                                                                         | 17.4                                                                                         | 18.2                                                                                         | 13.6                                                                                         | 13.1                                                                                         | 154.9                                                                                        |
| Promedio de días nevados (≥ 0.1 in)                                                          | 7.4                                                                                          | 4.8                                                                                          | 4.2                                                                                          | 0.9                                                                                          | 0.0                                                                                          | 0.0                                                                                          | 0.0                                                                                          | 0.0                                                                                          | 0.0                                                                                          | 0.3                                                                                          | 3.3                                                                                          | 6.6                                                                                          | 27.5                                                                                         |
| Fuente: NOAA                                                                                 |                                                                                              |                                                                                              |                                                                                              |                                                                                              |                                                                                              |                                                                                              |                                                                                              |                                                                                              |                                                                                              |                                                                                              |                                                                                              |                                                                                              |                                                                                              |

## Demografía
| Censo                    | Pop.  | Nota | %±     |
| ------------------------ | ----- | ---- | ------ |
| 1900                     | 3,117 |      | —      |
| 1910                     | 872   |      | −72,0% |
| 1920                     | 494   |      | −43,3% |
| 1930                     | 492   |      | −0,4%  |
| 1940                     | 634   |      | 28.9%  |
| 1950                     | 758   |      | 19.6%  |
| 1960                     | 659   |      | −13,1% |
| 1970                     | 675   |      | 2.4%   |
| 1980                     | 768   |      | 13.8%  |
| 1990                     | 692   |      | −9,9%  |
| 2000                     | 862   |      | 24.6%  |
| 2010                     | 968   |      | 12.3%  |
| 2020                     | 1,240 |      | 28.1%  |
| 2024 (est.)              | 1,119 |      | −9,8%  |
| Censo Decenal de EE. UU. |       |      |        |

Skagway apareció por primera vez en el censo de EE. UU. de 1900, habiéndose incorporado como ciudad ese mismo año. Era la segunda ciudad más grande de Alaska, detrás de Nome, la ciudad en auge de la fiebre del oro. Informó de 3.117 residentes, de los cuales 2.845 eran blancos, 113 eran nativos americanos, 98 eran negros y 61 eran asiáticos.  Rápidamente disminuyó a 872 residentes en 1910, cayendo a la octava ciudad más grande. Reportó 802 blancos, 61 nativos americanos y 9 otros.  Pasarían 90 años (hasta el año 2000) antes de que casi volviera a alcanzar esa población (862). Cayó a la 15ª comunidad más grande en general en 1920. En 1930, tocó fondo con 492 residentes, aunque subió al puesto 13 más grande del estado. En 1940, cayó al puesto 16. En 1950, 19. 1960, empató en el puesto 29 (16º más grande incorporado). En 1970, cayó al puesto 45 (24º más grande incorporado). En 1980, subió al puesto 35. En 1990, cayó al puesto 53. En 2000, estaba en el puesto 60 en general (29 más grande incorporado). En 2007, con la creación del municipio de Skagway a partir de Skagway-Hoonah-Angoon, dejó de ser una ciudad incorporada y se convirtió en un lugar designado por el censo (CDP). A partir de 2010, es la 71ª comunidad más grande de Alaska.
Según el censo de 2000, había 862 personas, 401 hogares y 214 familias residiendo en la ciudad. La densidad de población era de 1,9 personas por milla cuadrada (0,73 personas/km2). Había 502 unidades de vivienda con una densidad promedio de 1,1 por milla cuadrada (0,42/km2). La composición racial de la ciudad era 92.3% blanca, 3.0% nativa americana, 0.6% asiática, 0.2% isleña del Pacífico, 0.8% de otras razas y 3.0% de dos o más razas. El 2.1% de la población era hispana o latina de cualquier raza.
Había 401 hogares, de los cuales el 23,2% tenían niños menores de 18 años viviendo con ellos, el 46,9% eran parejas casadas que vivían juntas, el 4,7% tenían una mujer cabeza de familia sin marido presente y el 46,4% no eran familias. El 36,2% de todos los hogares estaban formados por una sola persona, y el 6,7% tenía a alguien de 65 años o más viviendo solo. El tamaño promedio de los hogares era de 2,15 y el tamaño promedio de las familias era de 2,81.
En la ciudad, la población se distribuyó con un 20,5% de menores de 18 años, un 5,2% de 18 a 24, un 34,6% de 25 a 44, un 31,2% de 45 a 64 y un 8,5% de 65 años o más. La edad media era de 40 años. Por cada 100 mujeres, había 109,2 hombres. Por cada 100 mujeres mayores de 18 años, había 112,7 hombres.
Según el censo de 2010, había 920 personas residiendo en Skagway. La densidad de población era de 37,39 hab./km². De los 920 habitantes, Skagway estaba compuesto por el 90.98% blancos, el 0% eran afroamericanos, el 3.7% eran amerindios, el 0.54% eran asiáticos, el 0.11% eran isleños del Pacífico, el 0.43% eran de otras razas y el 4.24% pertenecían a dos o más razas. Del total de la población el 2.28% eran hispanos o latinos de cualquier raza.

## Gobierno y política
| Año  | Republicano | Republicano | Democrático | Democrático | Tercero(s) | Tercero(s) |
| Año  | No.         | %           | No.         | %           | No.        | %          |
| ---- | ----------- | ----------- | ----------- | ----------- | ---------- | ---------- |
| 2024 | 265         | 25.63%      | 717         | 69.34%      | 52         | 5.03%      |
| 2020 | 217         | 22.75%      | 679         | 71.17%      | 58         | 6.08%      |
| 2016 | 232         | 27.65%      | 449         | 53.52%      | 158        | 18.83%     |
| 2012 | 188         | 30.67%      | 356         | 58.08%      | 69         | 11.26%     |
| 2008 | 217         | 38.07%      | 317         | 55.61%      | 36         | 6.32%      |
| 2004 | 165         | 41.15%      | 207         | 51.62%      | 29         | 7.23%      |
| 2000 | 247         | 49.90%      | 156         | 31.52%      | 92         | 18.59%     |
| 1996 | 163         | 36.30%      | 179         | 39.87%      | 107        | 23.83%     |
| 1992 | 178         | 37.32%      | 154         | 32.29%      | 145        | 30.40%     |
| 1988 | 205         | 55.11%      | 155         | 41.67%      | 12         | 3.23%      |
| 1984 | 215         | 59.39%      | 132         | 36.46%      | 15         | 4.14%      |
| 1980 | 185         | 48.18%      | 128         | 33.33%      | 71         | 18.49%     |
| 1976 | 230         | 67.45%      | 99          | 29.03%      | 12         | 3.52%      |
| 1972 | 236         | 68.01%      | 90          | 25.94%      | 21         | 6.05%      |
| 1968 | 155         | 57.41%      | 95          | 35.19%      | 20         | 7.41%      |
| 1964 | 75          | 22.32%      | 261         | 77.68%      | 0          | 0.00%      |
| 1960 | 100         | 31.15%      | 221         | 68.85%      | 0          | 0.00%      |

Skagway ha votado por los demócratas en todas las elecciones presidenciales desde 2004; además, es uno de los distritos más demócratas del estado.

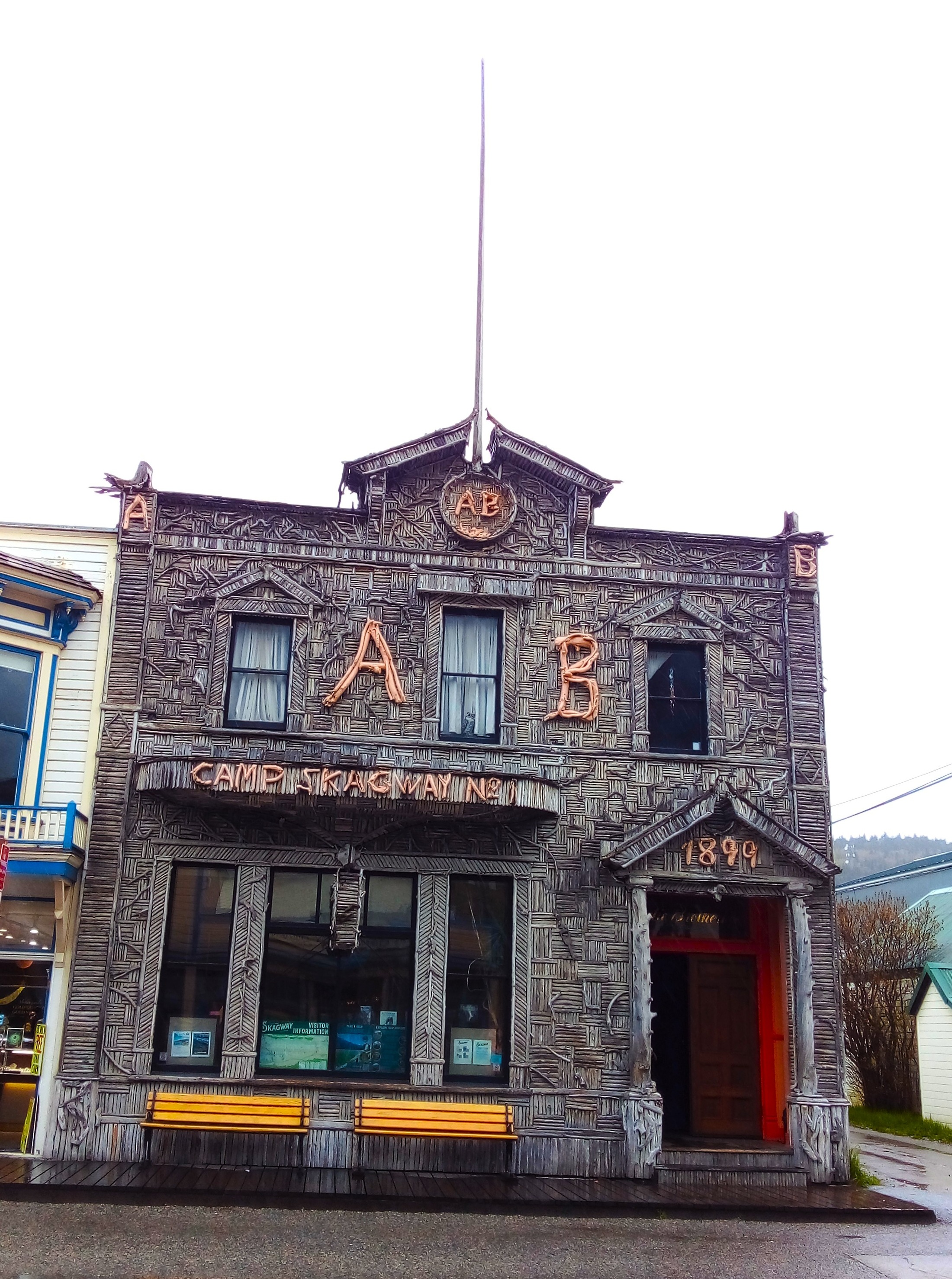
Edificio del Arctic Brotherhood Hall (1899), construido en arquitectura victoriana rústica con 8.883 piezas de madera suelta. Hoy es sede de la Secretaría de Turismo.

## Economía

### Ingresos personales
El ingreso medio por hogar en la ciudad era de $49,375 y el ingreso medio por familia era de $62,188. Los hombres tenían unos ingresos medios de 44.583 dólares frente a los 30.956 dólares de las mujeres. El ingreso per cápita de la ciudad era de $ 27,700. Alrededor del 1,0% de las familias y el 3,7% de la población estaban por debajo del umbral de pobreza, incluyendo a ninguno de los menores de 18 años y al 4,5% de los mayores de 65 años.

### Turismo
Hay visitantes en el Parque Histórico Nacional Klondike Gold Rush y en los senderos White Pass y Chilkoot. Skagway tiene un distrito histórico de unos 100 edificios de la época de la fiebre del oro. Recibe alrededor de un millón de turistas al año, la mayoría de los cuales (alrededor de tres cuartas partes) vienen en cruceros. La Ruta del Paso Blanco y el Yukón opera su tren de vía estrecha alrededor de Skagway durante los meses de verano, principalmente para turistas. El WPYR también envía mineral de cobre desde el interior. El espectáculo Days of '98 se realiza en el Salón de la Orden Fraternal de las Águilas de Skagway. 

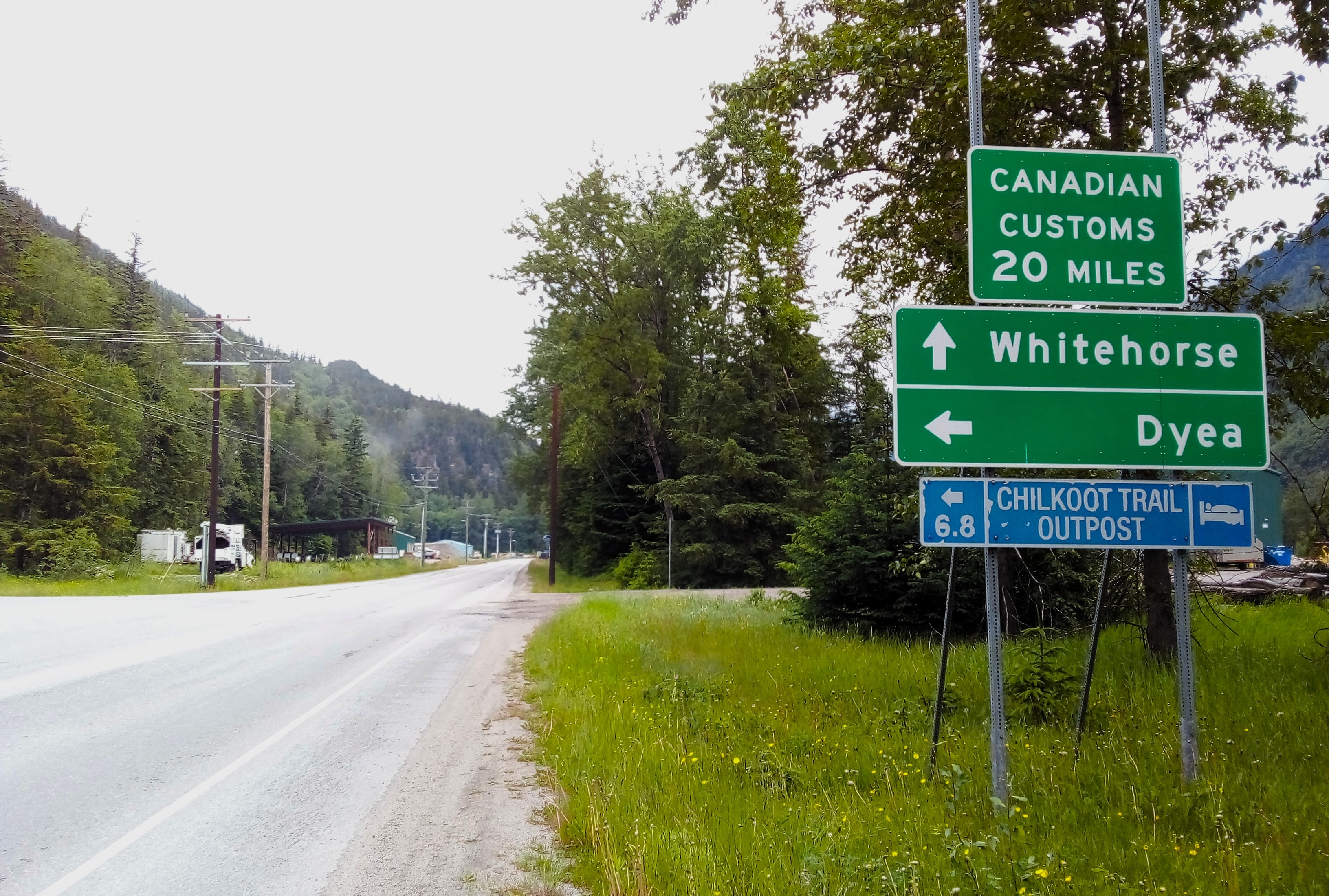
Autopista Klondike, en su acceso a la frontera con Canadá.

## Transporte
Skagway es una de las tres comunidades del sureste de Alaska que están conectadas al sistema de carreteras; La conexión de Skagway es a través de la autopista Klondike, completada en 1978. Esto permite el acceso a los 48 inferiores, Whitehorse, Yukón, el norte de Columbia Británica y la autopista de Alaska. Esto también convierte a Skagway en un importante puerto de escala para la Autopista Marina de Alaska, el sistema de transbordadores de Alaska, y sirve como terminal norte del importante y muy utilizado corredor del Canal Lynn. (Las otras comunidades del sureste de Alaska con acceso por carretera son Haines y Hyder).

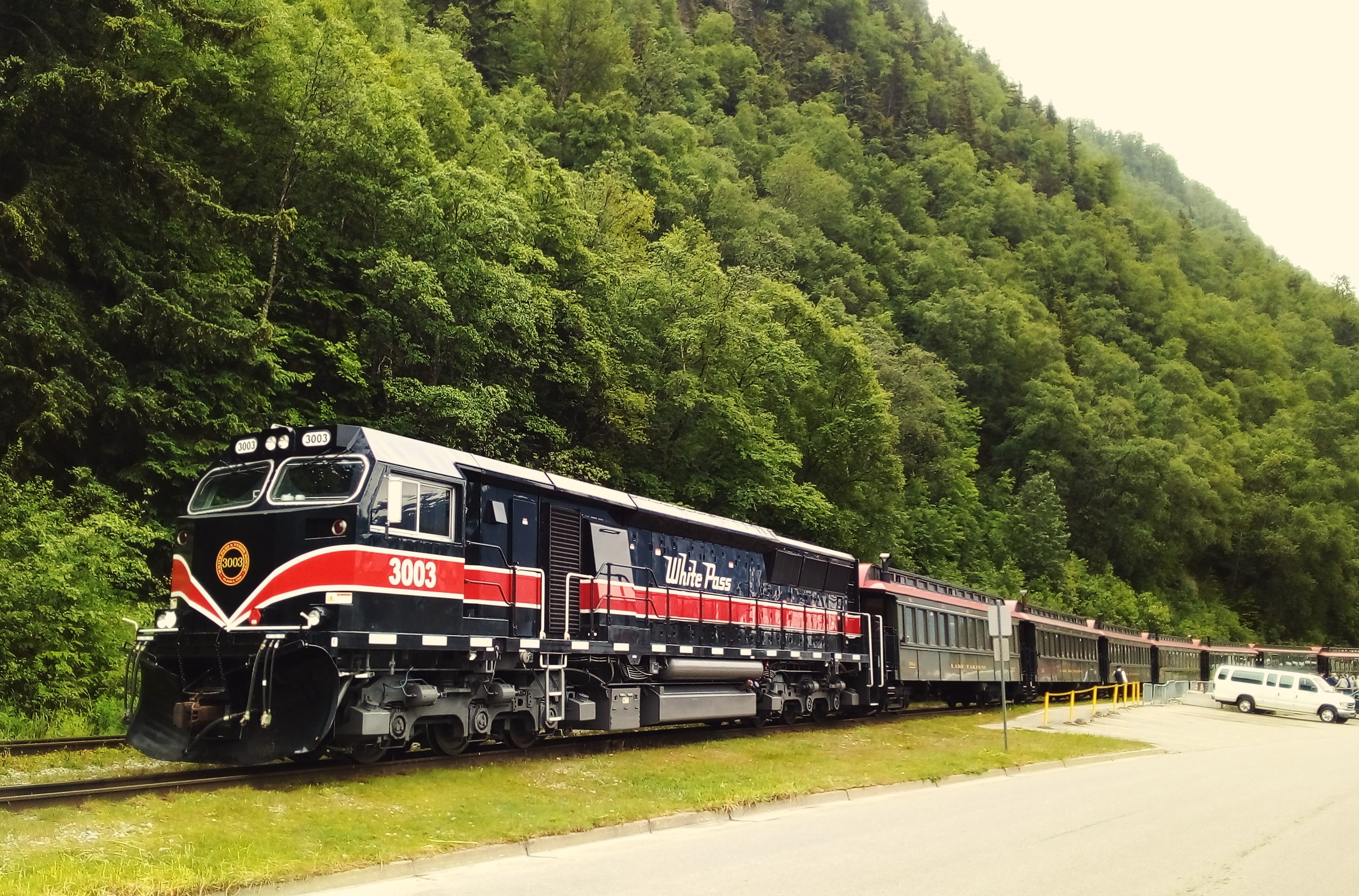
Ferrocarril del White Pass & Yukon Route.

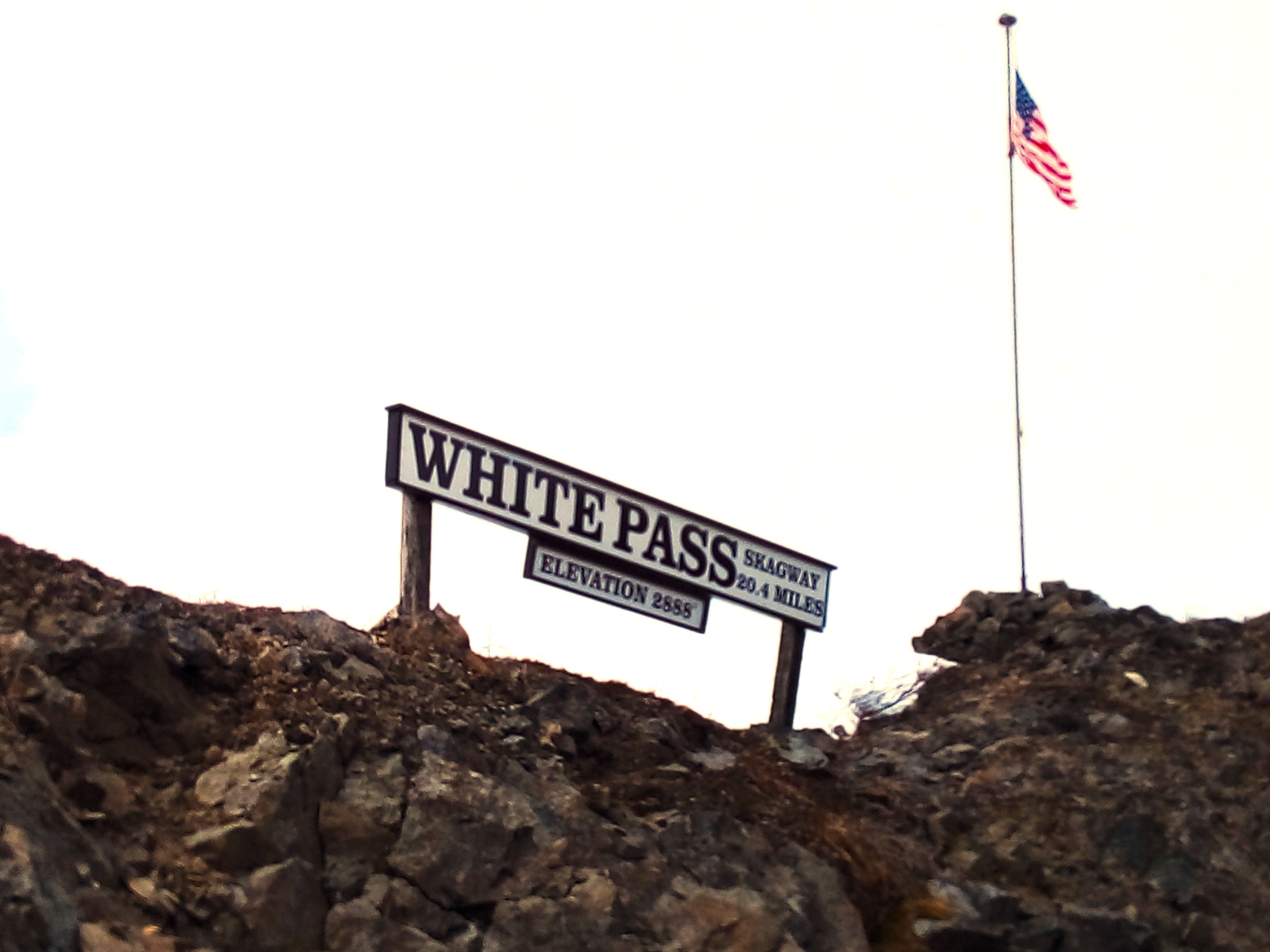
White Pass ("Paso Blanco"), paso del ferrocarril por el límite entre Estados Unidos y Canadá,

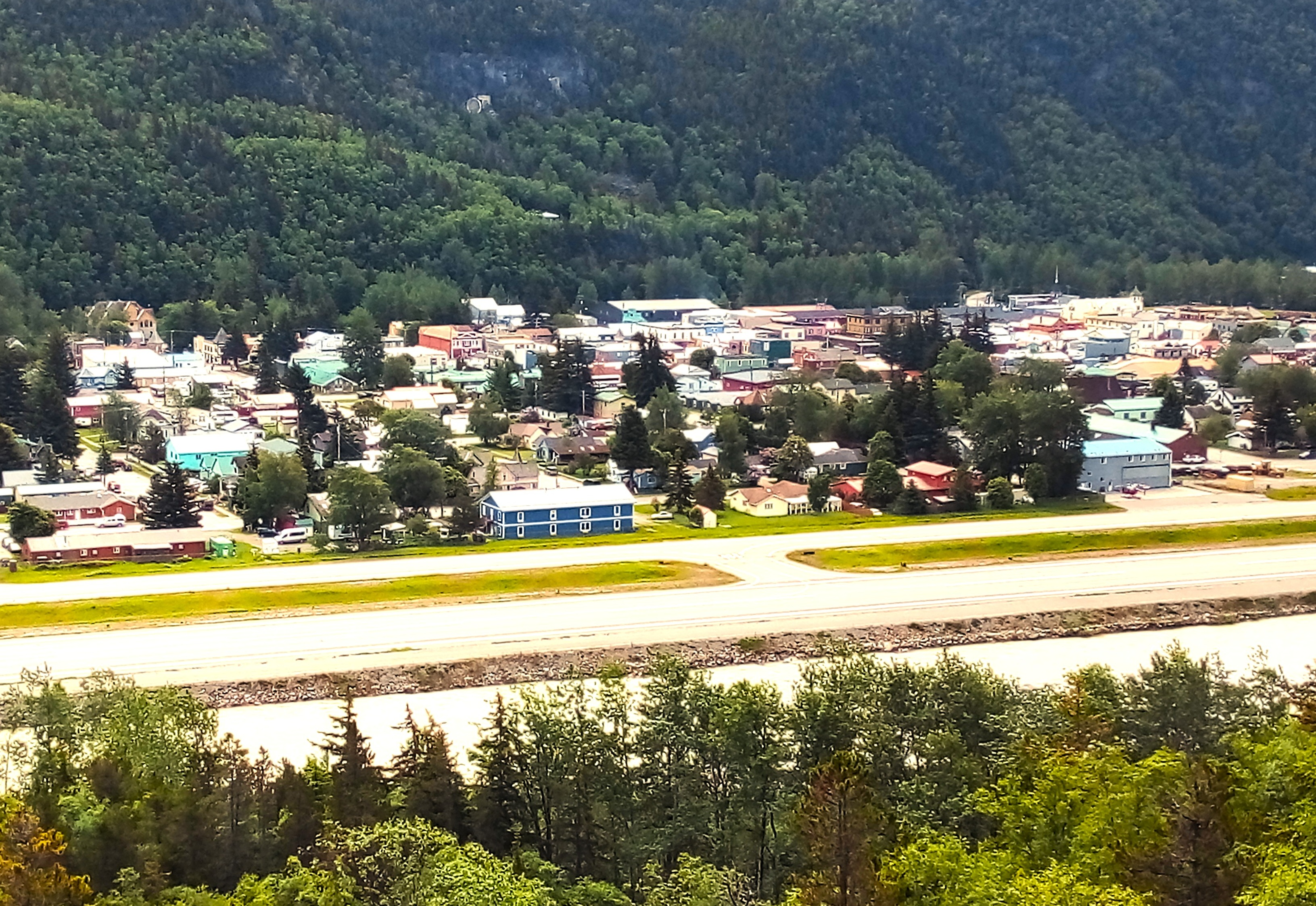
Pista del aeropuerto de Skagway.

La Ruta del Paso Blanco y el Yukón es un ferrocarril que antiguamente unía Whitehorse, Yukón en Canadá con Skagway, la terminal más meridional del ferrocarril. Hoy en día, los trenes viajan varias veces a la semana de mayo a septiembre desde Skagway hasta la pequeña comunidad de Carcross, aproximadamente a 45 millas al sur/suroeste de Whitehorse. Allí, los pasajeros (en su mayoría turistas) pueden hacer conexiones en autobús a Whitehorse.
| Servicios actuales en la estación White Pass Summit | Servicios actuales en la estación White Pass Summit | Servicios actuales en la estación White Pass Summit             | Servicios actuales en la estación White Pass Summit | Servicios actuales en la estación White Pass Summit |
| Estación anterior                                   | Paso Blanco y Ruta del Yukón                        | Paso Blanco y Ruta del Yukón                                    | Paso Blanco y Ruta del Yukón                        | Estación siguiente                                  |
| --------------------------------------------------- | --------------------------------------------------- | --------------------------------------------------------------- | --------------------------------------------------- | --------------------------------------------------- |
| Término                                             |                                                     | Viaje panorámico de Bennett Paradas principales                 |                                                     | Cumbre del Paso Blanco hacia Carcross               |
| Término                                             |                                                     | Excursión a vapor Paradas principales                           |                                                     | Cumbre del Paso Blanco hacia Bennett                |
| Término                                             |                                                     | Excursión a la cumbre del Paso Blanco Paradas principales       |                                                     | Cumbre del Paso Blanco Término                      |
| Término                                             |                                                     | Skagway A Denver Ida Y Vuelta Paradas principales               |                                                     | Denver Término                                      |
| Término                                             |                                                     | Viaje de ida y vuelta de Skagway a Laughton Paradas principales |                                                     | Denver hacia Laughton                               |

El aeropuerto de Skagway recibe servicio de la ciudad con servicio de aerolíneas comerciales en: Alaska Seaplanes (no confundir con Alaska Airlines).

## Medios

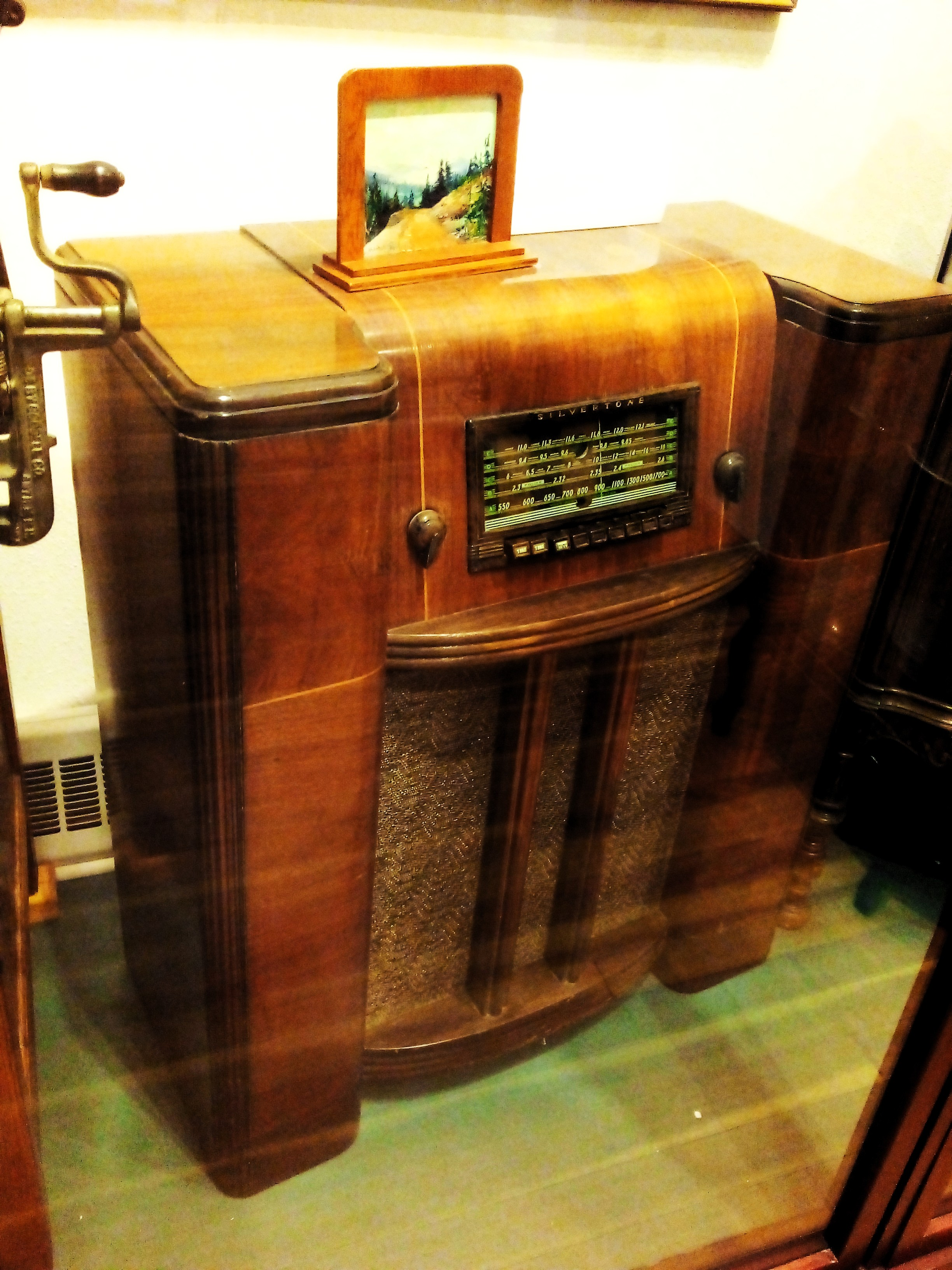
Antiguo equipo de radio Silvertone (1939), expuesto en el Skagway Museum.

### Radio y periódicos locales
Skagway cuenta con su periódico quincenal local, The Skagway News, así como con la estación de radio pública regional KHNS, que tiene sus estudios principales en las cercanías de Haines, pero también tiene estudios y programas con sede en Skagway. La estación de radio de Juneau, KINY, opera un traductor en Skagway que sirve a toda la ciudad.
Skagway también recibe copias del periódico regional gratuito Capital City Weekly.

### Destacado en los medios
Skagway y los yacimientos de oro circundantes en 1897-8 es el escenario principal de la novela de George Markstein de 1978 'Tara Kane', que también presenta versiones ficticias de Jefferson 'Soapy' Smith y su pandilla, junto con el fotógrafo Eric A. Hegg (llamado Ernst Hart en la novela).
En el corto de Three Stooges In the Sweet Pie and Pie, Skagway recibe una mención humorística: "Edam Neckties, con tres ubicaciones convenientes: Skagway, Alaska; Pequeña América; y Pago Pago".
Skagway es un escenario destacado en la película de 1946 Road to Utopia, protagonizada por Bob Hope y Bing Crosby.
En el cuento de Jack London "Lo inesperado", los personajes principales pasan el invierno de 1897-98 en "la ciudad de Skaguay" antes de pasar a reclamar una mina de oro en otro lugar.
Skagway aparece en el western de 1955 The Far Country, dirigido por Anthony Mann.
Skagway es una ciudad que aparece en el juego de computadora The Yukon Trail.
Skagway y la región circundante es una campaña disponible en una modificación del simulador de combate de helicópteros "Enemy Engaged: Comanche vs. Hokum" (versión 1.16.0)
En un episodio de Homeland Security USA, el cruce fronterizo en Skagway se presentó como el cruce menos utilizado en los Estados Unidos.
El inspector jefe Fenwick a menudo se refería secamente a la cercana "gran ciudad" "Skagway" cuando enviaba a su montado, Dudley Do-Right, para capturar al malvado némesis del programa, Snidely Whiplash.
Mo Mountain Mutts de Skagway saltó a la fama en 2023, cuando su video del "autobús para cachorros" se volvió viral.

## Atención médica
Skagway es atendido por Dahl Memorial Clinic, la única clínica de salud primaria en el área. La instalación generalmente cuenta con tres enfermeras practicantes avanzadas y tres asistentes médicos. Está abierto de lunes a viernes durante todo el año con un horario limitado los sábados durante el verano. La clínica también opera fuera del horario de atención en situaciones de emergencia. El municipio también cuenta con servicios de emergencia locales las 24 horas del día, los 7 días de la semana. Las personas que necesitan atención médica urgente son transportadas por aire en helicóptero o ambulancia aérea al Hospital Regional Bartlett en Juneau (un vuelo de aproximadamente 45 minutos). El Hospital General de Whitehorse en Whitehorse, Yukón, es el hospital más cercano a Skagway al que se puede acceder por carretera (aproximadamente a dos horas en automóvil).

## Galería de imágenes
Vistas del centro histórico de Skagway.

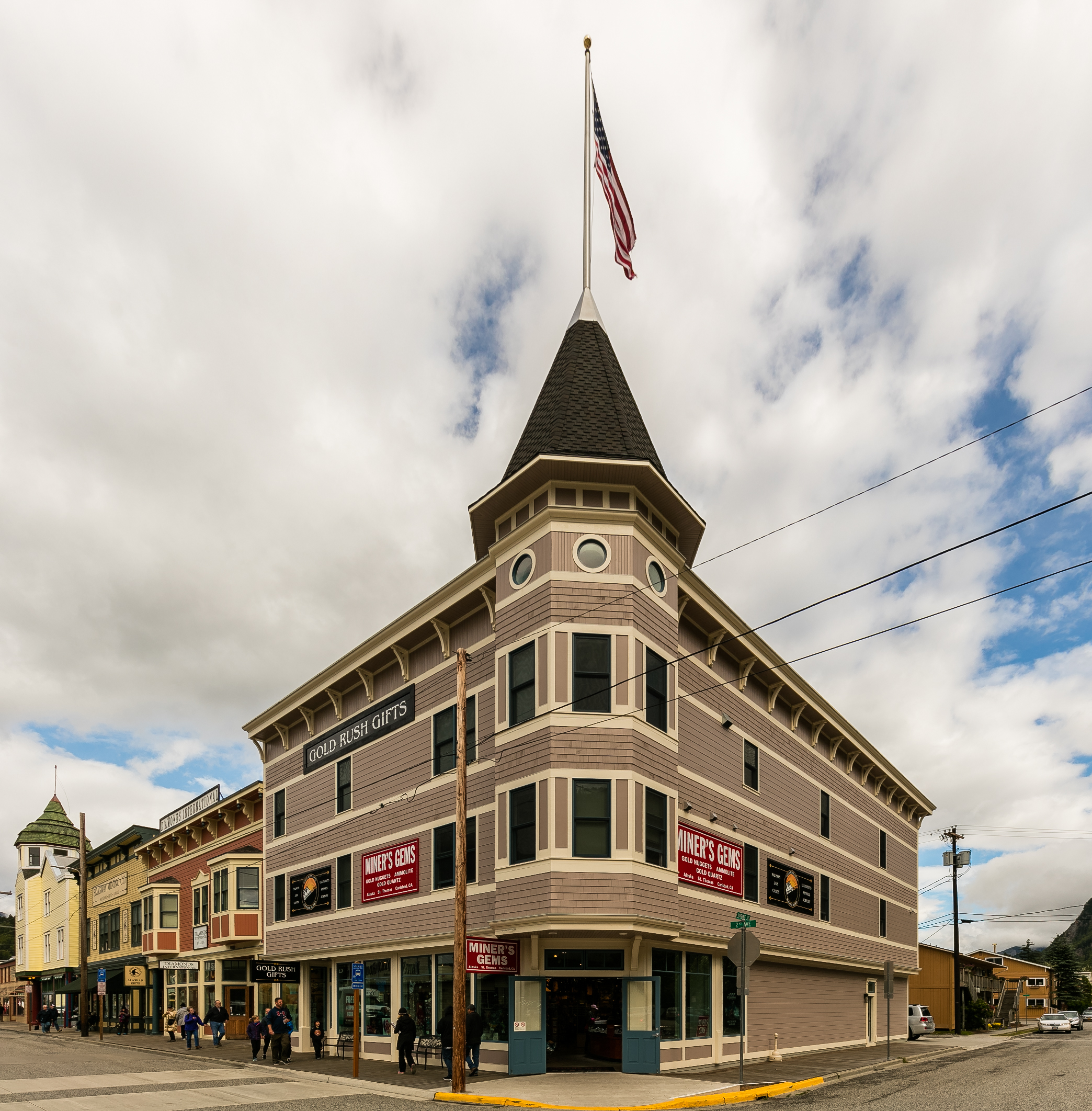
Golden North Hotel (1898).
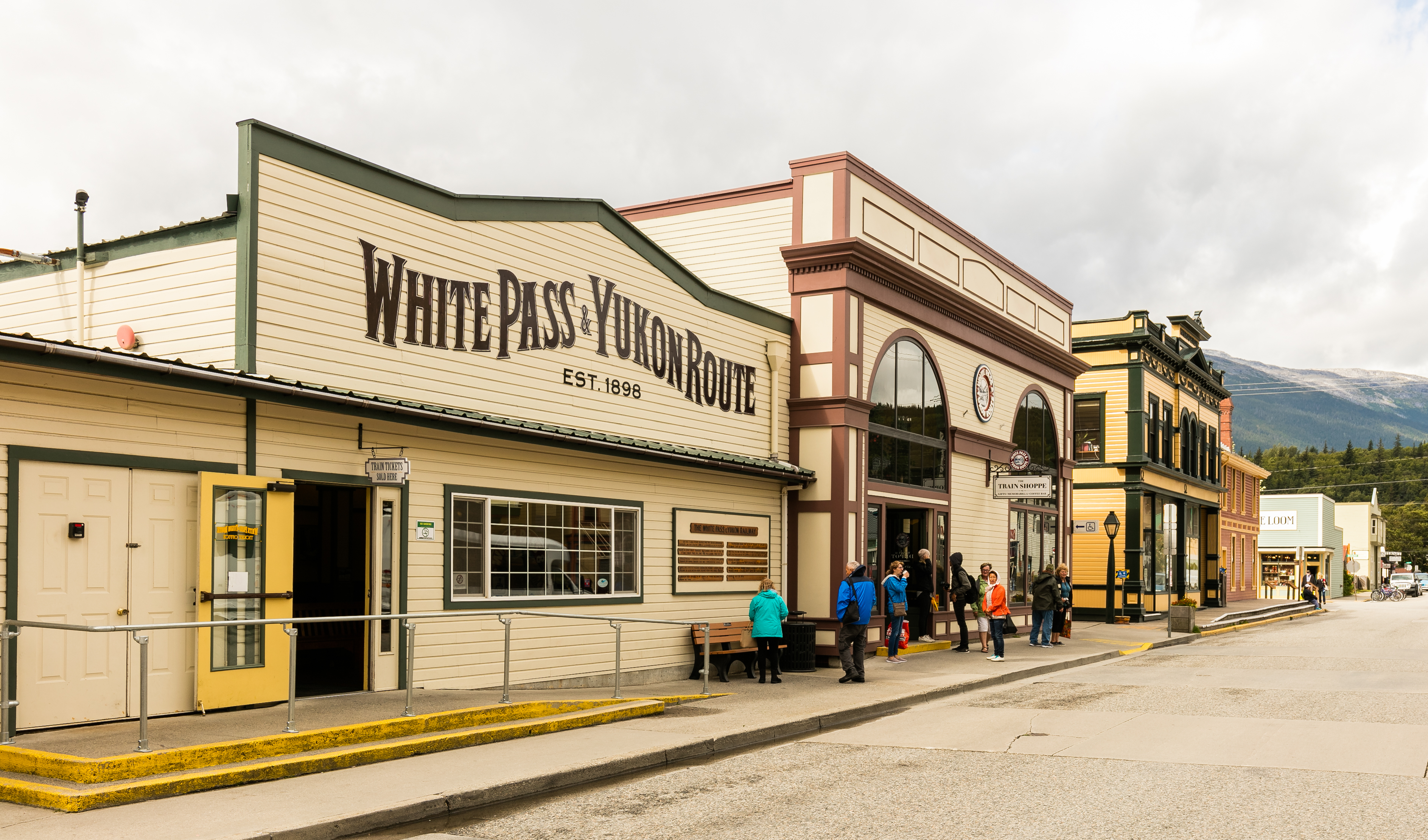
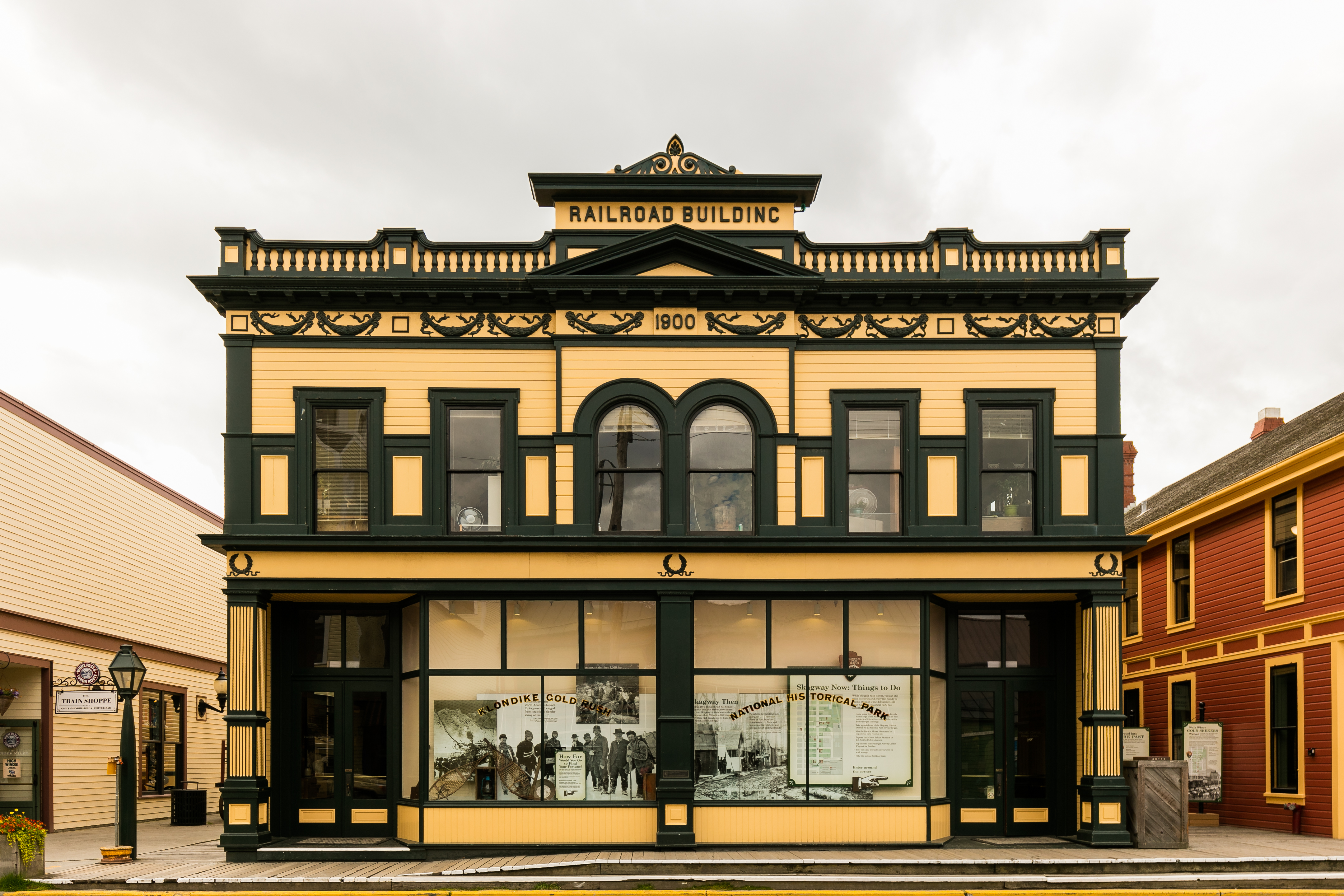
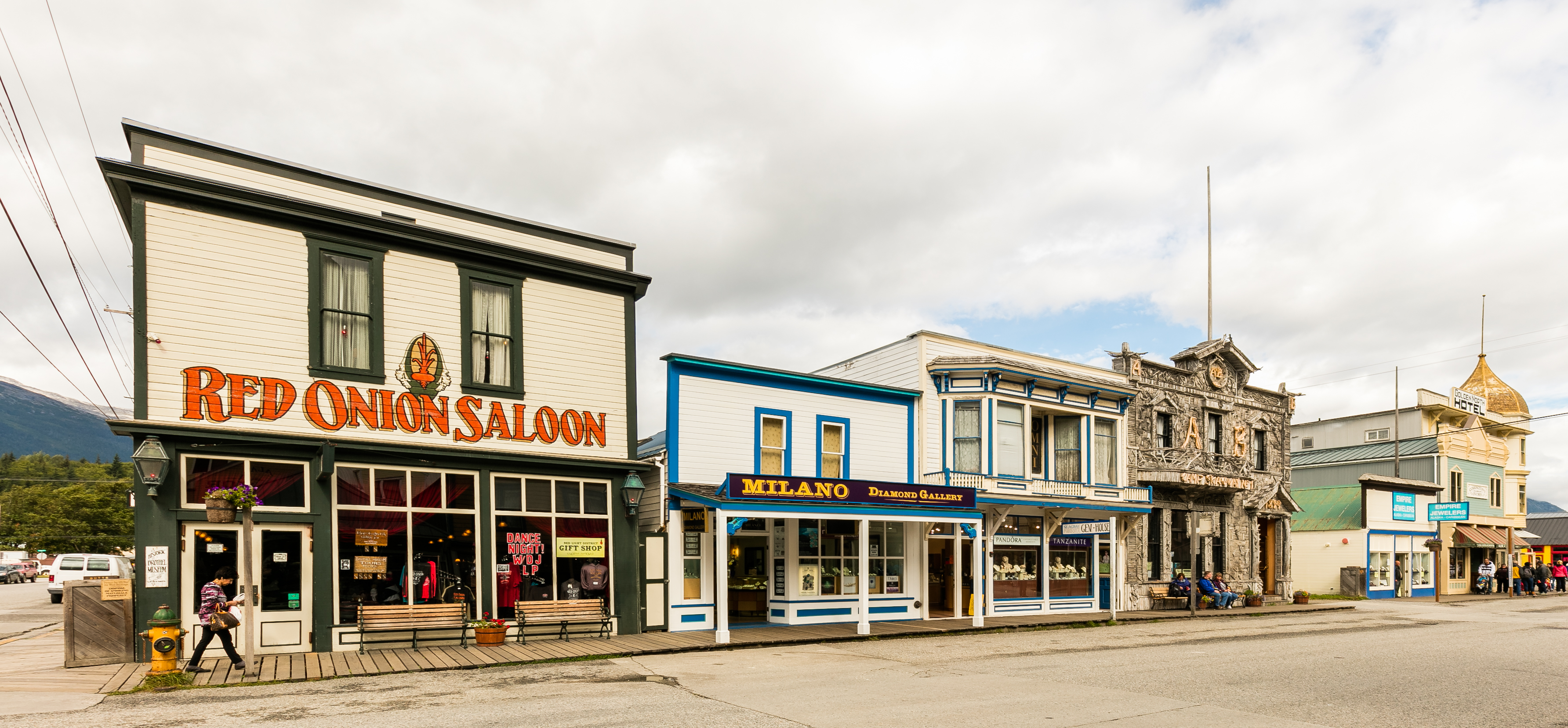
Red Onion Saloon (1898).
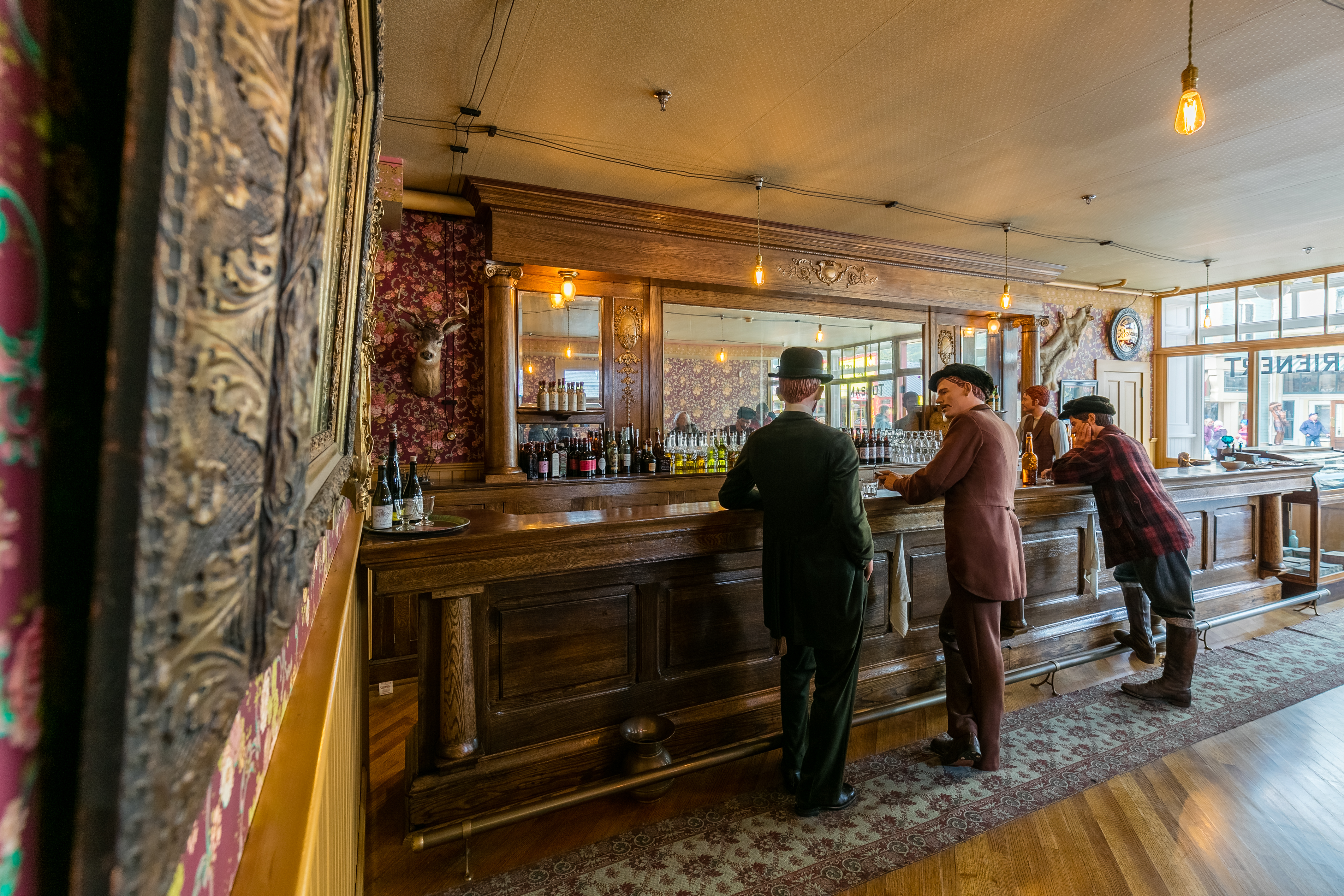
Bar The Mascot (1899).
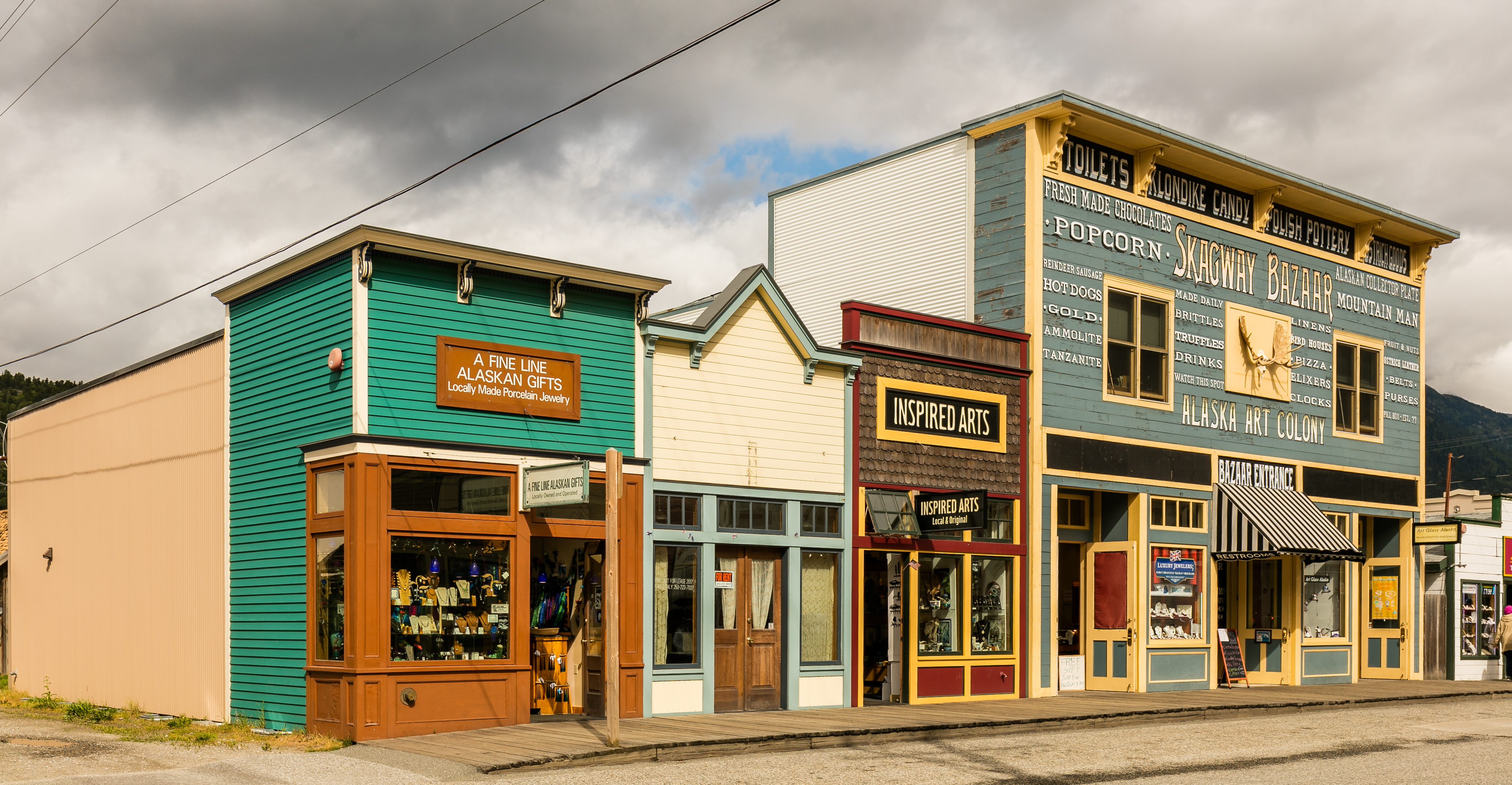
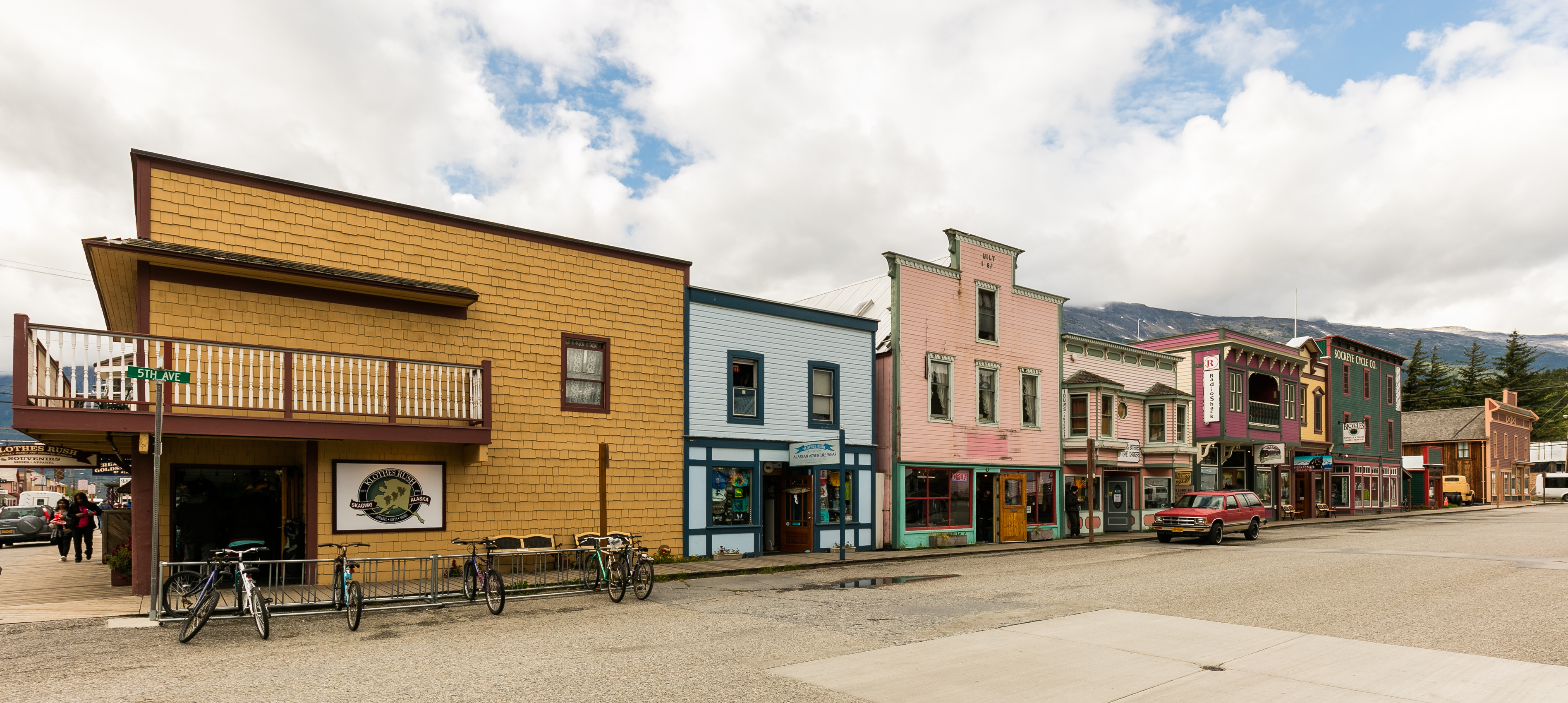
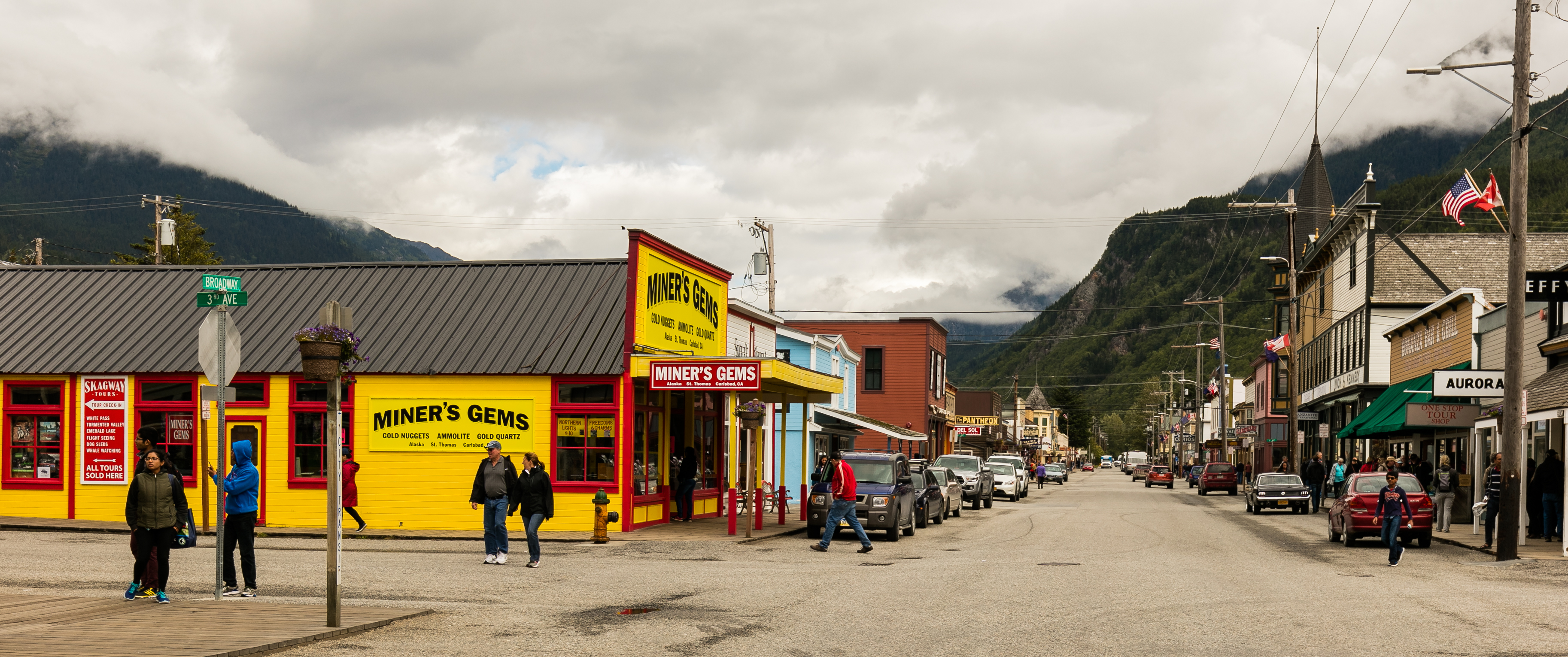
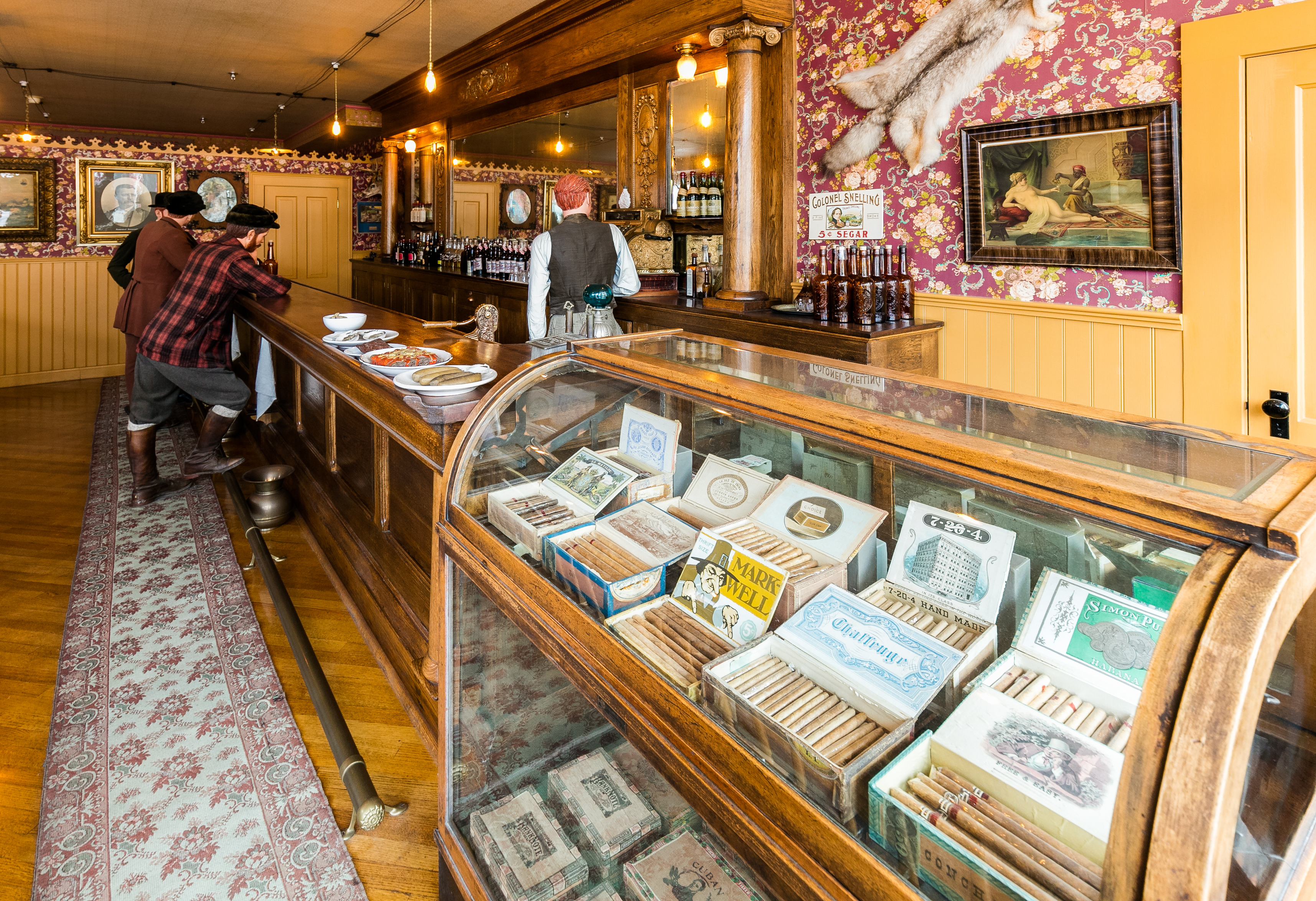
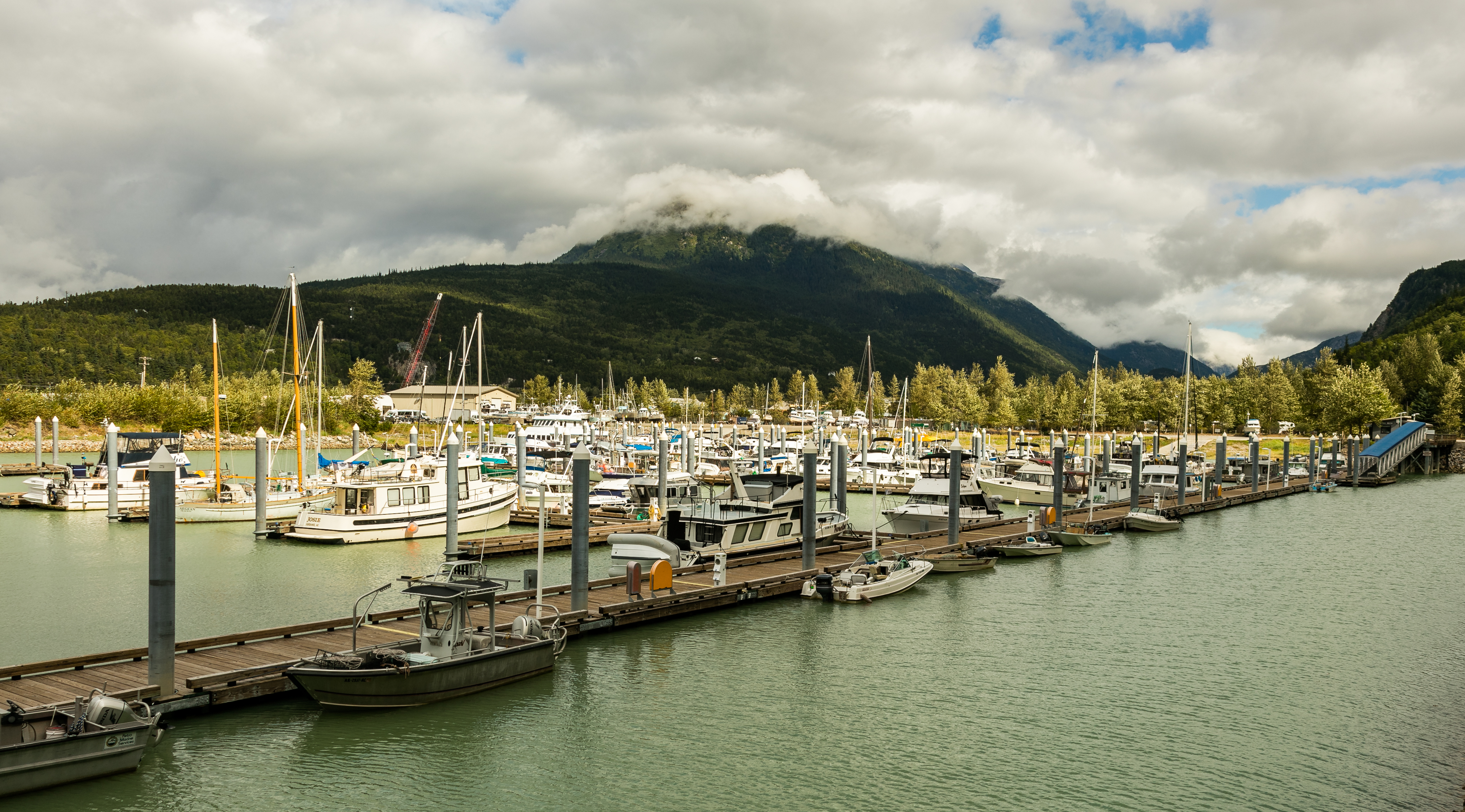